# Ludwig XVIII.

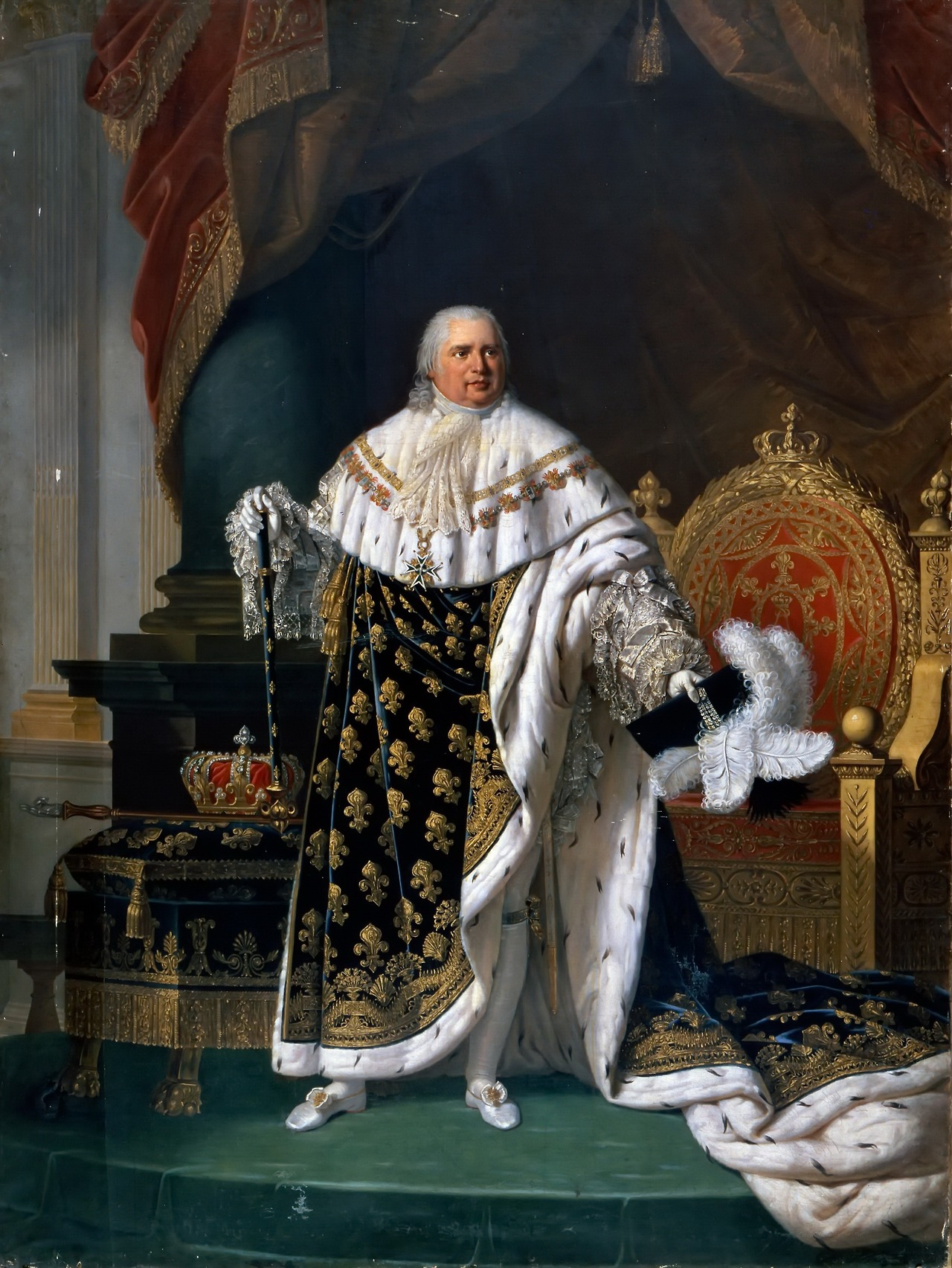
Ludwig XVIII. im Krönungsornat, gemalt 1822 von Robert Lefèvre

Unterschrift Ludwigs XVIII. (Juli 1815)

Ludwig XVIII. (Louis XVIII Stanislas Xavier; * 17. November 1755 in Versailles; † 16. September 1824 im Tuilerienpalast in Paris) war von 1814 bis 1824 König von Frankreich und Navarra. Er war Graf von Provence (1755), Herzog von Anjou, Graf von Maine, Perche und Senonches sowie Pair von Frankreich (1771), Herzog von Alençon sowie Pair von Frankreich (1774), Herzog von Brunoy sowie Pair von Frankreich (1775). Er entstammte der Dynastie der Bourbonen.
Als sein Großvater Ludwig XV. 1774 starb, war er achtzehn Jahre alt. Zur Zeit seines Bruders Ludwig XVI. hatte er nur einen sehr begrenzten politischen Einfluss. Erst kurz vor der Französischen Revolution erhielt er eine gewisse politische Funktion. Im Exil schloss er sich den Royalisten an, stand aber dort lange im Schatten seines jüngeren Bruders, des späteren Karl X. Nach der Hinrichtung Ludwigs XVI. im Jahre 1793 erklärte er sich als nunmehriges Familienoberhaupt zum Regenten für seinen Neffen Ludwig XVII. Nach dessen Tod beanspruchte er den Königstitel. Tatsächlich war seine Chance, das Amt auch ausüben zu können, gering, solange sich Napoleon Bonaparte an der Macht halten konnte. Nachdem dieser 1814 von den Alliierten gestürzt worden war, kam es unter Ludwig zur Restauration der Monarchie. Diese war aber nicht absolut, sondern konstitutionell. Als Napoleon im Frühjahr 1815 noch einmal zur Herrschaft der Hundert Tage an die Macht zurückkehrte, musste Ludwig erneut fliehen. Erst nachdem Napoleon endgültig besiegt war, konnte er im Juli 1815 zurückkehren.
Persönlich war er eher gemäßigt und setzte auf vergleichsweise liberale Minister. Ihm gelang es aber nicht, die Ultraroyalisten im Zaum zu halten, und es kam zum Weißen Terror mit Racheakten an Republikanern und Bonapartisten. Am Ende musste er als Folge der Mehrheitsverhältnisse im Parlament auch ein ultraroyalistisches Ministerium ernennen. Diese Politik setzte sein Bruder und Nachfolger Karl X. von 1824 bis 1830 fort.

## Leben bis zum Herrschaftsantritt

### Herkunft

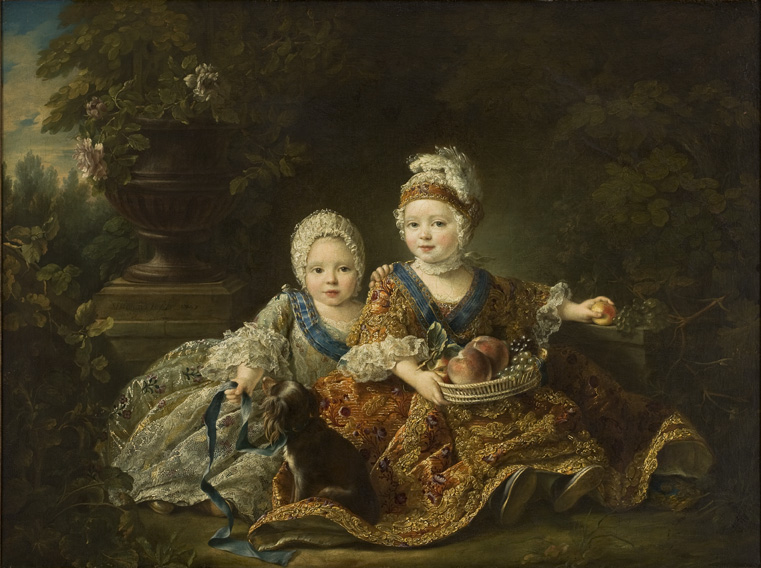
Der Herzog von Berry (rechts) und der Graf der Provence (Ludwig XVIII.) (links) als Kinder (Gemälde von 1757 von François-Hubert Drouais)

Louis Stanislas Xavier wurde als vierter Sohn des Dauphins Ludwig Ferdinand (1729–1765) und seiner Gemahlin Maria Josepha von Sachsen und als jüngerer Bruder des späteren Ludwig XVI. geboren. Ein anderer Bruder war der Graf von Artois, der spätere Karl X.
Seine Geburt war schwierig und er hatte gesundheitliche Probleme, so dass man zeitweise mit seinem baldigen Tod rechnete. Auch weil es der Tradition des Königshauses entsprach, erhielt er zunächst nur eine Nottaufe; die eigentliche Taufe erfolgte erst im Alter von sechs Jahren. Sein zweiter Taufname Stanislas verweist auf seinen Taufpaten und Urgroßvater Stanislaus I. Leszczyński, Herzog von Lothringen und ehemaliger polnischer König. Den Namen des Heiligen Xavier erhielt er, weil dieser in der Familie der Mutter stark verehrt wurde.
Unmittelbar nach seiner Geburt wurde er, wie auch seine Geschwister, der Obhut einer Gouvernante überlassen. Zu dieser hatte er vor allem nach dem Tod der Eltern eine enge Beziehung. Zusammen mit den Brüdern wurde er ab dem siebten Lebensjahr unter der Verantwortung des Duc de Vauguyon und der Beteiligung des Bischofs von Limoges erzogen. Dabei erwies sich Ludwig als der begabteste der Brüder. Die religiösen Unterweisungen zeigten Wirkung, und Ludwig war zeit seines Lebens praktizierender, möglicherweise auch gläubiger, Katholik.

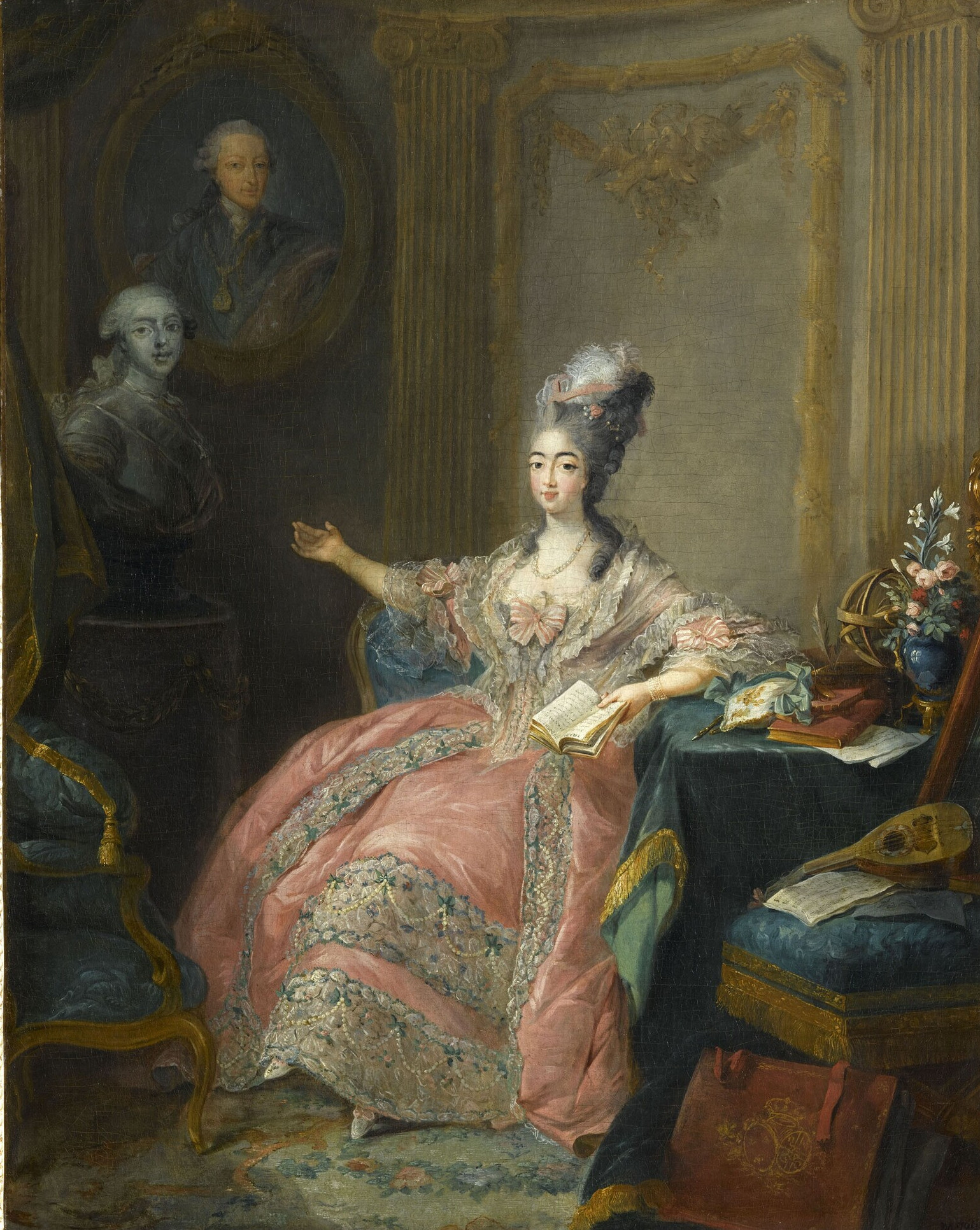
Maria Josepha von Savoyen (Gemälde von Jean-Baptiste Gautier d’Agoty um 1775)

Er wurde 1771 mit Maria Josepha von Savoyen, Tochter des nachmaligen Königs Viktor Amadeus III. von Sardinien-Piemont, vermählt. Der Hintergrund war ein breites Eheabkommen zwischen den beiden Häusern. Seine Ehefrau war wenig anziehend. Er behandelte sie aber mit Respekt und Liebenswürdigkeit. Die Ehe blieb kinderlos. Dies verschlechterte sein Ansehen am Hof und belastete die Ehe. Ludwig hatte eine Favoritin; ob diese aber auch seine Mätresse war, ist unbekannt.
In dieser Zeit begann er auch offiziell am höfischen Leben in Versailles teilzunehmen. Er selbst verfügte seit 1771 über einen eigenen Hofstaat, der 390 Personen umfasste. Dieser war damit auch für die damalige Zeit ungewöhnlich groß.
Politischen Einfluss hatte er zur Zeit seines Großvaters Ludwig XV. nicht. Neben Müßiggang und Lektüre (er besaß eine große Bibliothek mit 11.000 Bänden) beschäftigte er sich mit Finanzgeschäften. Er beteiligte sich am Überseehandel, an Manufakturen und an Grundstücksspekulationen. Als leidenschaftlicher Esser war er schon in jungen Jahren sehr beleibt. Bereits 1777 sagte man über ihn, dick wie eine Tonne zu sein. Daher musste er auch auf die Jagd weitgehend verzichten.

### Unter Ludwig XVI.

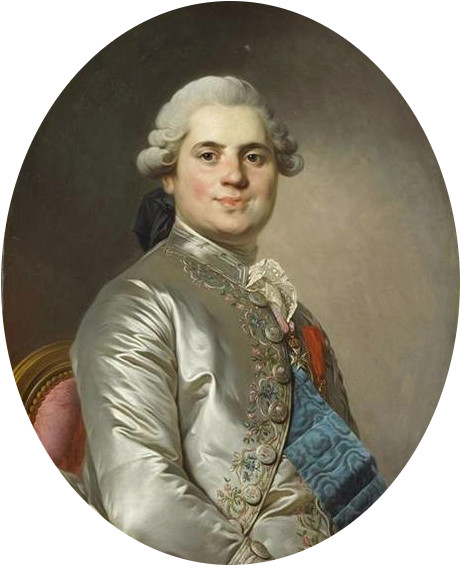
Der Graf der Provence während der Herrschaft Ludwigs XVI. um 1778

Nach dem Tod des Großvaters und der Thronbesteigung Ludwigs XVI. wurde er am Hof nach alter Tradition als Monsieur und seine Ehefrau als Madame bezeichnet. Entgegen seinen Erwartungen wurde er nicht in den Ministerrat berufen. Er spielte aber eine gewisse Rolle bei der Frage der erneuten Zulassung der Parlamente und erwies sich dabei als ausgesprochen konservativer Fürsprecher des Adels. Dadurch kam es zum Konflikt mit dem König und Ludwig spielte zunächst keine nennenswerte politische Rolle mehr.
Dies änderte sich erst in den Jahren vor Ausbruch der Revolution. Er wurde 1787 Mitvorsitzender einer ersten Notabelnversammlung, zeigte sich dabei aber als politisch unerfahren. Auch an der zweiten Versammlung Ende 1788 saß er einem der Ausschüsse vor und zeigte sich jetzt sicherer. Nur sein Ausschuss trat für eine Stärkung des Dritten Standes in den Generalständen ein. Dies vergrößerte sein Ansehen in der Öffentlichkeit. Während des Exils hat er sich von der damaligen Haltung jedoch distanziert.
Nach dem Beginn der Revolution zog der König seine beiden Brüder zu politischen Beratungen hinzu. Dabei vertrat Ludwig vermittelnde und gemäßigte Positionen. Nach dem Sturm auf die Bastille ging er nicht wie der Graf von Artois ins Exil, sondern folgte Ludwig XVI. nach Paris. Dabei ging er teilweise eigene politische Wege und verhielt sich zeitweise unloyal gegenüber seinem Bruder. Er nahm an verschiedenen Intrigen teil. Er plante zusammen mit Mirabeau die Flucht des Königs. Außerdem beteiligte er sich an einem Mordkomplott gegen La Fayette und andere. Er distanzierte sich schließlich von den Plänen. Um sich zu verteidigen, trat er sogar in einer Versammlung von Pariser Revolutionsbefürwortern auf und bezeichnete sich als Citoyen und Anhänger der Revolution. Die Affäre hat Ludwigs Ruf nachhaltig beschädigt.

### Exil
Als 1791 die Meinungsverschiedenheiten zwischen den Befürwortern der Revolution und dem Königshaus zunahmen, gelang es ihm im Gegensatz zum König, ins Ausland zu fliehen. Er ging in die Österreichischen Niederlande und dann nach Koblenz. Dort schloss er sich den gegenrevolutionären Exilanten unter der Führung seines Bruders, des Grafen von Artois, an. Im Jahr 1792 nahm er auf Seiten der Exilanten am Ersten Koalitionskrieg gegen die Revolution teil. Die von ihm geführte Truppe spielte indes militärisch keine nennenswerte Rolle. Trotz seines höheren Ranges blieb sein Einfluss hinter dem des jüngeren Bruders zurück. Wenig Rücksicht nahmen die Brüder bei ihren Äußerungen auf das Schicksal Ludwigs XVI.

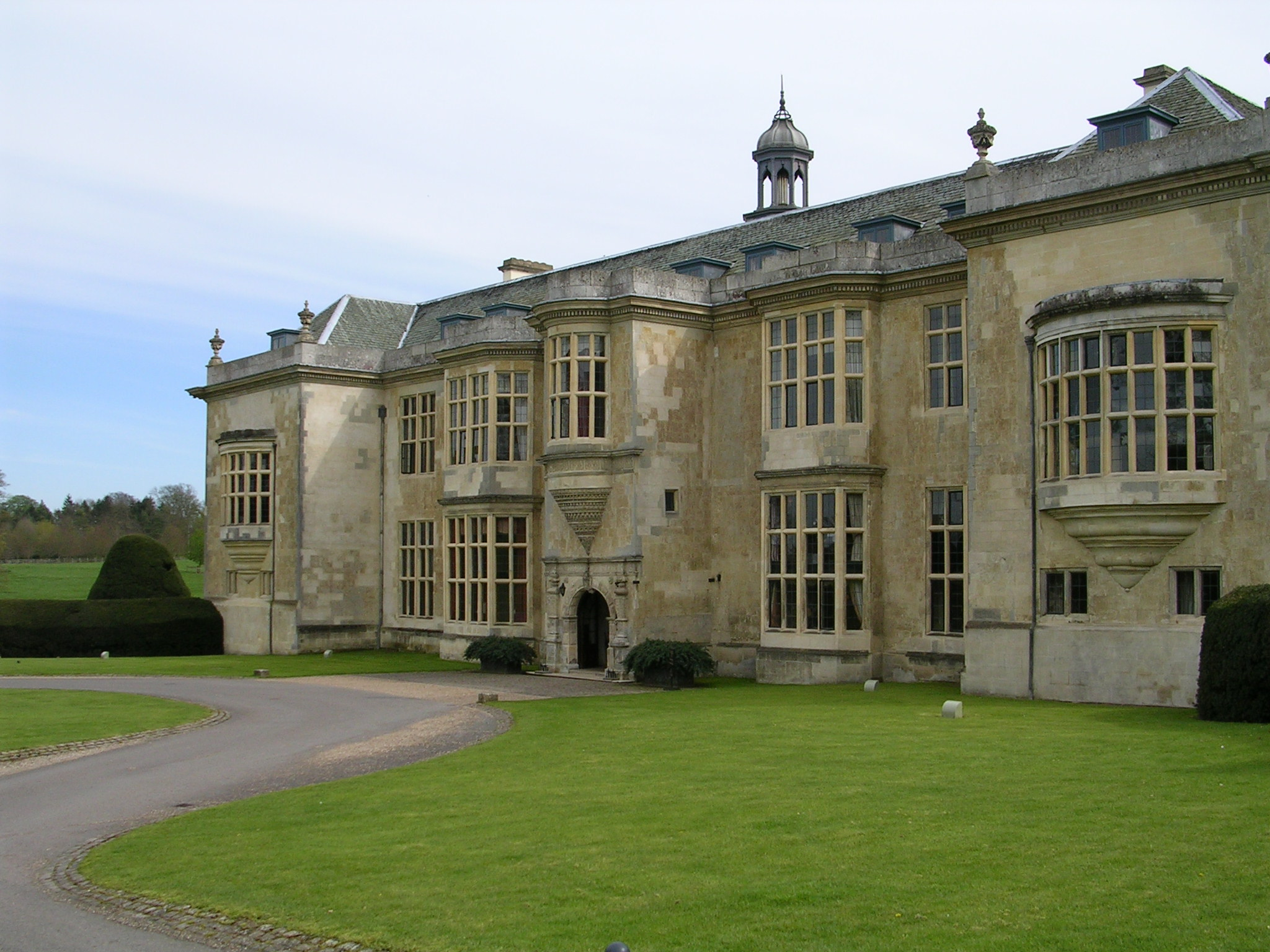
Exilwohnsitz Hartwell House von 1808 bis 1814

Mit dem Vormarsch der Revolutionsarmee ging er mit den übrigen Exilanten nach Hamm. Das Leben dort gestaltete sich deutlich einfacher als in Koblenz. Dort erfuhren die Brüder 1793 von der Hinrichtung Ludwigs XVI. Als ältester lebender Bruder proklamierte er den Sohn des Königs zum neuen König Ludwig XVII. Sich selbst ernannte er zum Regenten Frankreichs. Die folgenden Jahre waren von Isolation, Geldnot und der demütigenden Notwendigkeit bestimmt, bei verschiedenen Regierungen um Aufnahme und Hilfe zu bitten. Dies musste Ludwig selbst am Hof seines Schwiegervaters Viktor Amadeus III. in Turin erleben.
Nach dem Tod Ludwig XVII. im Jahr 1795 ließ er sich in Verona von einigen wenigen Anhängern als Ludwig XVIII. zum König proklamieren. Seither verstand er sich selbst nicht mehr als Privatperson, sondern ganz als König. Er legte sich ein größeres Gefolge zu, verfügte sogar über zwei Minister und stand nunmehr auch im Mittelpunkt der Familie. In verschiedenen Erklärungen schlug er in den folgenden Jahren gemäßigte Töne an. Er erkannte die materiellen und rechtlichen Ergebnisse der Revolution weitgehend an und sprach nicht mehr von Vergeltung.
Durch den Siegeszug Napoleons musste er wiederholt seinen Aufenthaltsort wechseln. Ein Angebot Napoleons, ihm ein Territorium zu überlassen, lehnte er als unehrenhaft ab. Zwischen dem 24. August 1796 und dem 10. Februar 1798 lebte er etwa in Blankenburg, das zum Fürstentum Braunschweig-Wolfenbüttel gehörte. Später ging er nach Jelgava (deutsch Mitau) in Kurland, wo er unter dem Schutz des russischen Zaren stand. Zwischenzeitlich musste er nach Warschau umsiedeln, bevor ihm Zar Alexander 1805 erneut die Rückkehr nach Kurland gestattete. Schließlich lebte er seit 1807 im englischen Hartwell House in Aylesbury bei Oxford. Dort lebte er, da es ihm von den Engländern untersagt war, den Königstitel zu führen, als Comte de Lille. Trotzdem gelang es ihm nach dem Tod seiner Frau Maria Josepha von Savoyen 1810, bei der britischen Regierung durchzusetzen, dass seine Frau mit einem königlichen Zeremoniell zu Grabe getragen wurde. Er selbst wurde immer beleibter und war zeitweise so stark an Gicht erkrankt, dass er auf einen Rollstuhl angewiesen war.

## Ludwig XVIII. als König

### Erste Restauration (1814–1815)

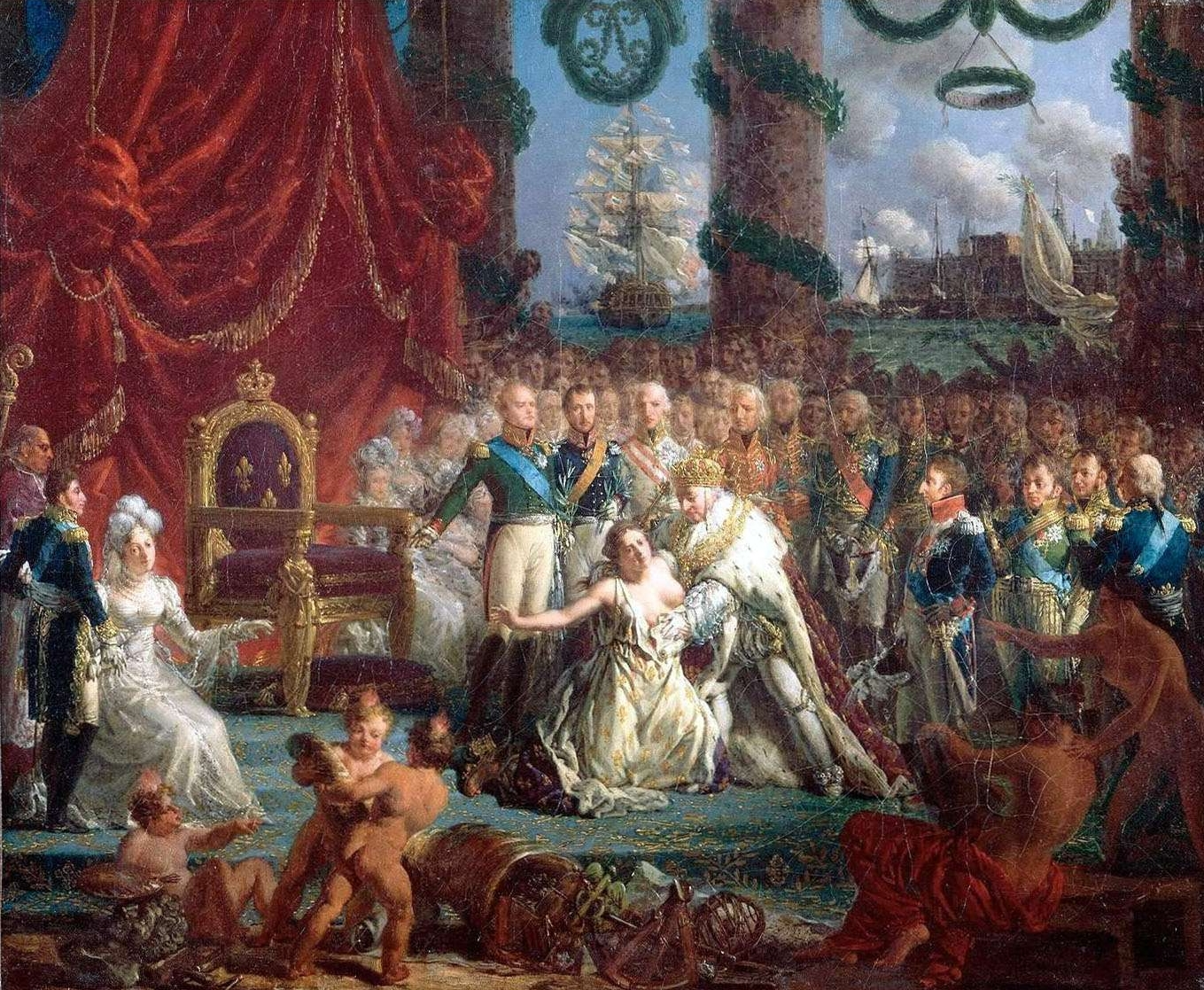
Allegorische Darstellung: Rückkehr der Monarchie (um 1814)

Mit dem Vordringen der antinapoleonischen Allianz begann die politische Bedeutung Ludwigs zu steigen. Nach zwei Jahrzehnten der Koalitionskriege empfand die französische Bevölkerung zuletzt Abneigung gegen Napoleons Kaiserreich. Die Wiederherstellung eines französischen Königreiches nährte aus ihrer Sicht zumindest Friedenshoffnungen. Diesen Erwartungen kam Ludwig mit einer Erklärung vom 1. Februar 1813 entgegen. Darin bekräftigte er, die seit der Revolution entstandenen Verwaltungs- und Justizstrukturen nicht ändern zu wollen. Auch versprach er, auf politische Verfolgungsmaßnahmen zu verzichten. Die Einheit des Landes, Frieden und Glück seien seine Regierungsziele. Die Erklärung wurde, wahrscheinlich mit britischer Unterstützung, nicht nur in Frankreich, sondern in ganz Kontinentaleuropa verbreitet. Seit Januar 1814 begannen unter Berufung auf den „Willen der Nation“ konkrete Vorbereitungen für eine Rückkehr nach Frankreich.

#### Politische Rahmenbedingung

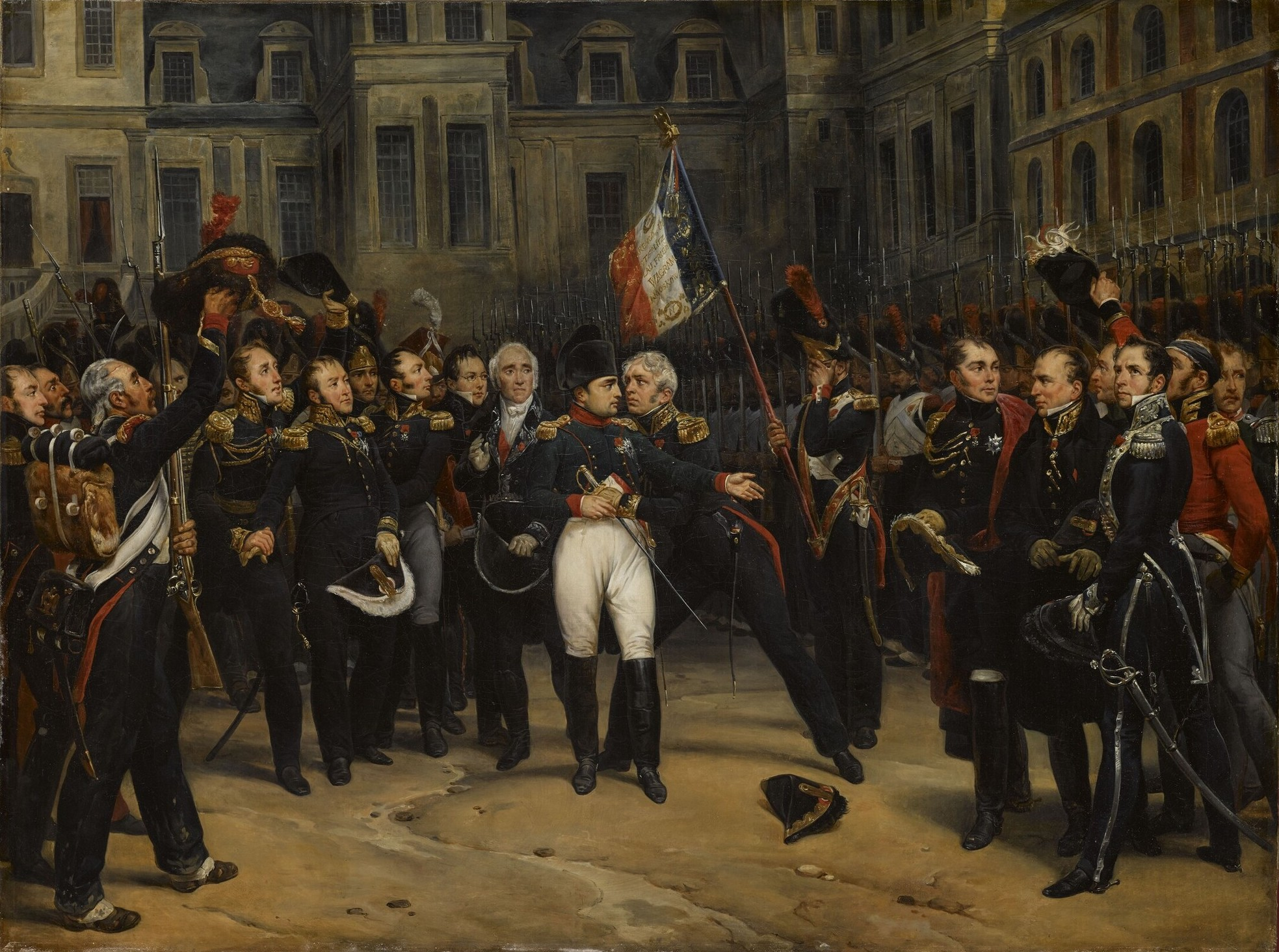
Abdankung Napoleons: Abschied von der kaiserlichen Garde vor Schloss Fontainebleau

Am 31. März 1814 besetzten die Alliierten (Preußen, Österreich, Russland, Württemberg und Bayern) die französische Hauptstadt Paris. Napoleon zog sich in das Schloss von Fontainebleau zurück. Die Absetzung Napoleons I. war nach den Regeln der Zeit ein ungewöhnlicher Vorgang. Für gewöhnlich musste nach einem Krieg der unterlegene Staat zwar Territorium abtreten und für finanzielle Entschädigungen der Siegermächte aufkommen. Äußerstenfalls wurde der besiegte Monarch dazu gezwungen, zu Gunsten eines Sohnes abzudanken – was Napoleon auch vorschlug. Als Erbe der Französischen Revolution war Napoleon jedoch nicht durch dynastische Erbfolge auf den französischen Thron gelangt. Aus diesem Grund konnte er von den alteingesessenen Monarchien nicht in seinem herrschaftlichen Status bestätigt werden. Dem Zeitgeist folgend konnte ein Herrscher aber auch nur „rechtmäßig“ abgesetzt werden, wenn die staatlichen Institutionen diesem ihre Anerkennung aufkündigten. Der Senat hatte Napoleon mit einem Erlass vom 18. Mai 1804 zum Kaiser berufen. Somit konnte auch nur der Senat Napoleon wieder absetzen und die Einsetzung des neuen Königs als Willensakt der französischen Nation darstellen. Auf diese Weise sollte auf den späteren König kein Makel einer „ausländischen“ Fremdeinsetzung haften, die die innere Ordnung angesichts des aufkeimenden Nationalismus hätte gefährden können.
Die Alliierten erkannten darüber hinaus, dass eine vollständige Restauration bzw. Wiederherstellung der politischen Zustände von vor der Französischen Revolution nicht möglich war. Die gesellschaftlichen Umwälzungen zwischen 1789 und 1814 waren dafür in Frankreich zu tiefgreifend. Daher ließen die Alliierten zu, dass der Senat in wenigen Tagen eine Verfassung ausarbeitete. Der Monarch sollte die Revolution also beenden, indem er teilweise legitimierte, was die Revolution geschaffen hatte: Grundlegende Freiheitsrechte wie Religionsfreiheit und Gleichheit vor dem Gesetz sollten dauerhaft festgeschrieben werden. Ein Zweikammernparlament sollte eingerichtet werden. Die Verfassung basierte auf der Verfassung der konstitutionellen Monarchie der Jahre 1791/92. Das zukünftige französische Königreich sollte sich damit in eine doppelte Tradition stellen; eine monarchisch-legitimistische und eine verfassungsrechtlich-revolutionäre. Es war als Verknüpfung von Ancien Regime, der vorrevolutionären Königsherrschaft, und den Errungenschaften der Revolution konzipiert.

#### Wahl zum „König der Franzosen“

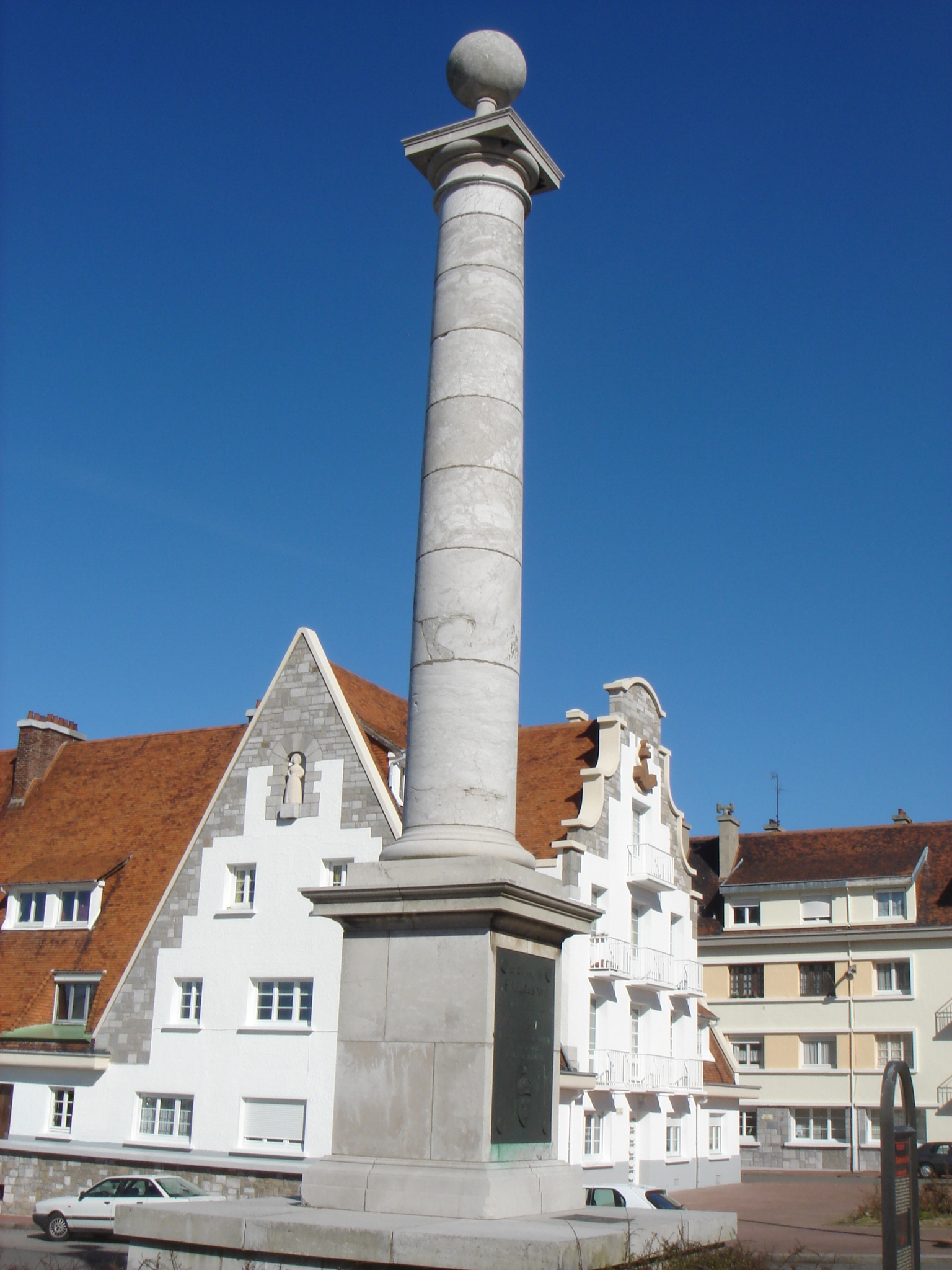
Säule Ludwigs XVIII.: in Calais erbaut, um an die Rückkehr des Königs nach Frankreich im Jahr 1814 zu erinnern.

Charles-Maurice de Talleyrand, der ehemalige Außenminister Napoleons, hatte sowohl maßgeblichen Einfluss auf die Entscheidungen des Senates als auch auf die Monarchen und ihre Minister. Talleyrand war es, der sie davon überzeugte, dass nur Louis Stanislas Xavier als jüngerer Bruder Ludwigs XVI. dem Kriterium einer dynastisch-legitimen Anknüpfung an das Ancien Regime entsprechen konnte. Am 7. April 1814 proklamierte der Senat Louis Stanislas Xavier zum „König der Franzosen“. Talleyrand machte allerdings zur Bedingung, dass Ludwig einen Eid auf den ihm vorgelegten Verfassungsentwurf ablegen müsse. Der neue König verlor jedoch vorerst kein Wort zur Verfassungsfrage.

#### Rückkehr nach Frankreich
Am 11. April 1814 dankte Napoleon im Vertrag von Fontainebleau bedingungslos ab. Damit war seiner Ambition, auf den französischen Thron zurückzukehren, aber keineswegs der Boden entzogen worden. In dem Vertrag von Fontainebleau übertrug der russische Zar Napoleon die Mittelmeerinsel Elba. Bonaparte sollte dort seinen kaiserlichen Titel weiterführen und ein Kontingent von 600 Mann seiner Garde behalten dürfen. Von Elba bzw. Napoleons Exilsitz aus sollte noch eine große Bedrohung für Ludwigs Königsherrschaft ausgehen. Während Napoleon am 20. April 1814 das Schloss von Fontainebleau verließ, um nach Elba zu reisen, brach Ludwig wegen seines Gichtleidens erst am selben Tag Richtung Frankreich auf. Er fuhr zunächst nach London, wo ihn eine jubelnde Menge begrüßte. Am 23. April 1814 reiste er nach Dover, um am 24. April 1814 in Calais sein Königreich Frankreich zu betreten. Da er in den meisten Städten bejubelt wurde, war es völlig unvorstellbar geworden, ihn ins Exil zurückzuschicken, wenn er den Eid auf die Senatsverfassung verweigern sollte.

#### Verfassungsfrage

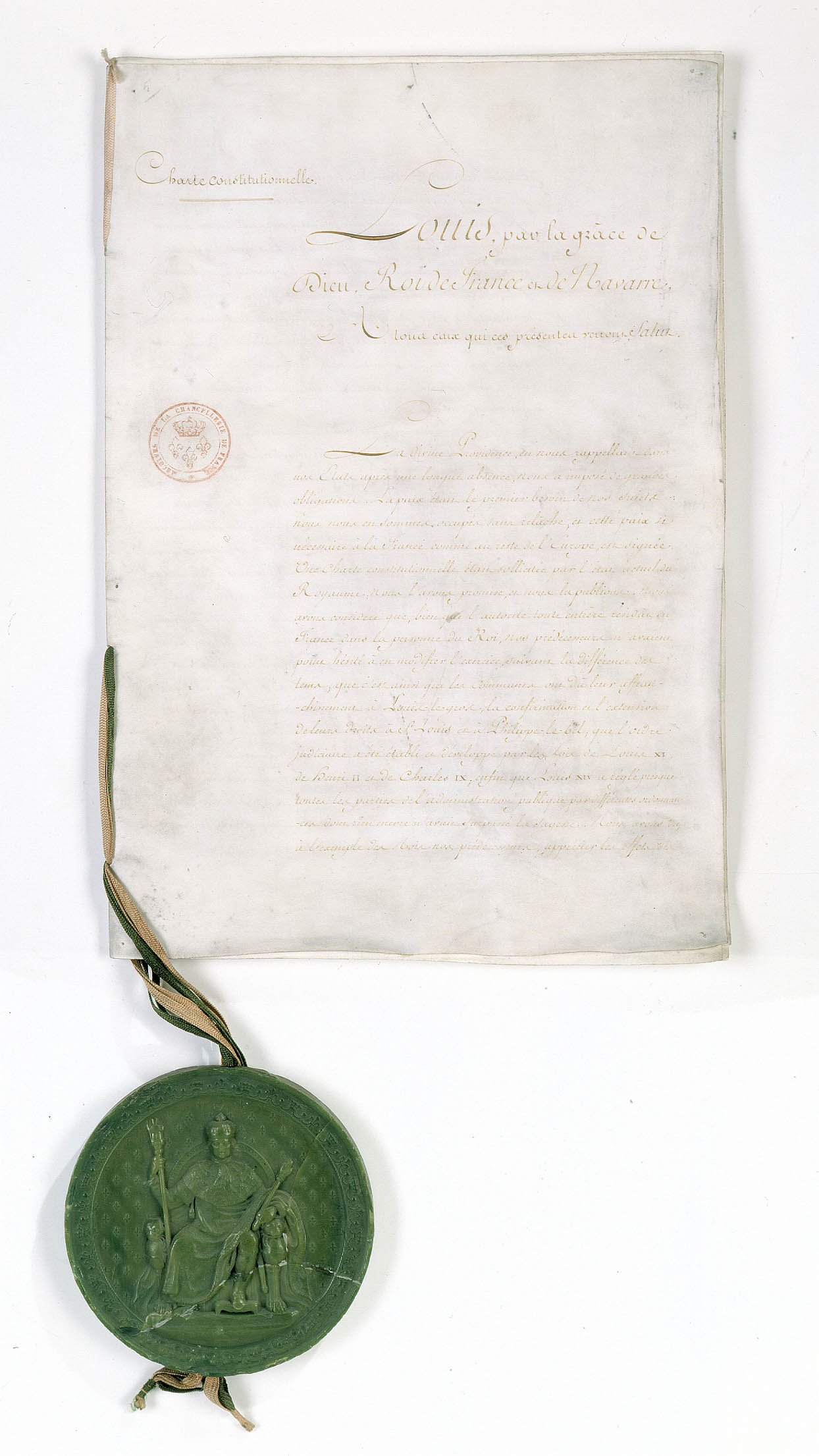
Verfassungsurkunde: Original der Charte constitutionnelle von 1814

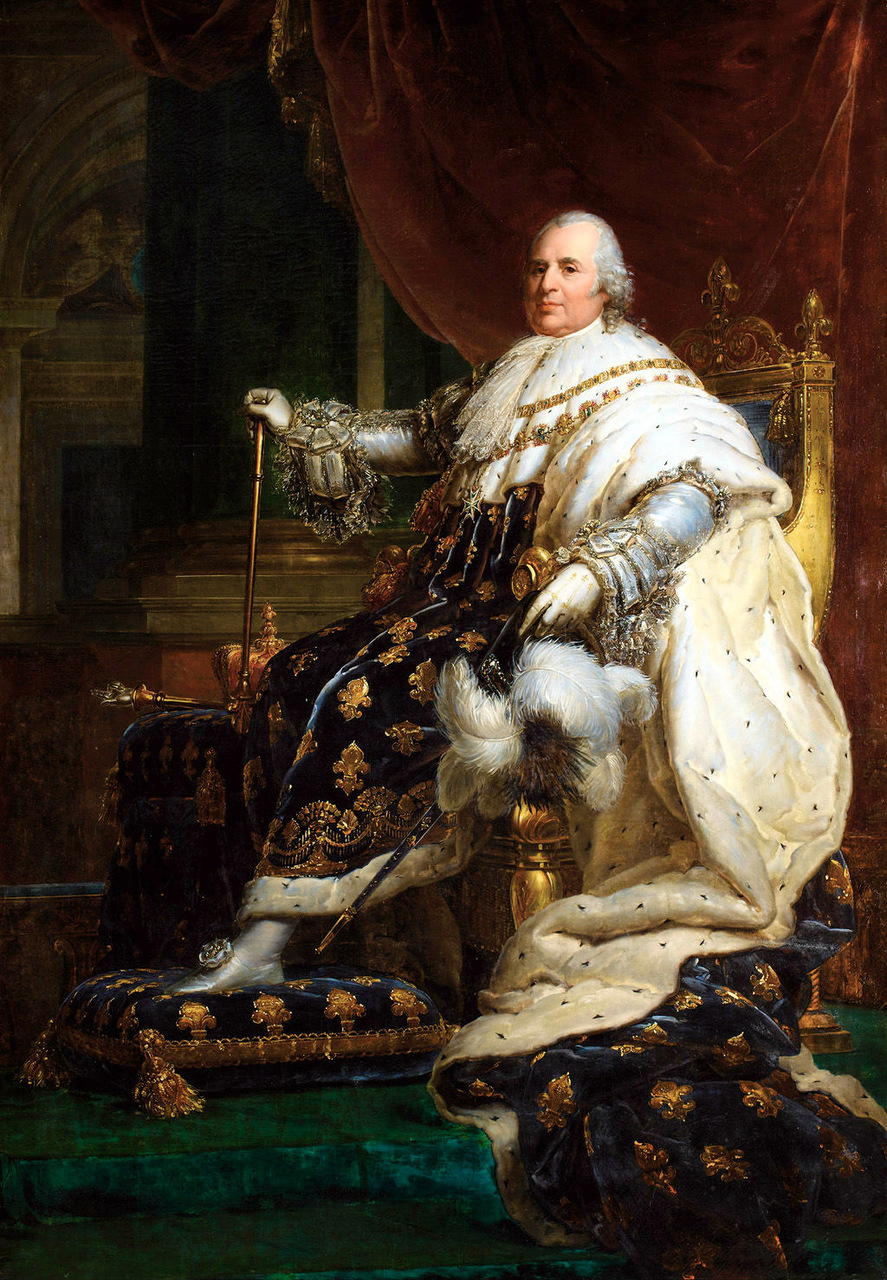
König Ludwig XVIII.

In der Erklärung von Saint-Ouen vom 2. Mai 1814 betonte Ludwig, dass er grundsätzlich der Senatsverfassung zustimme. Schon um diese Aussage nicht in Frage zu stellen, war ihm daran gelegen, die an der Senatsverfassung vorzunehmenden Änderungen herunterzuspielen. Die Änderung der Senatsverfassung seien, so die Erklärung von Saint-Ouen, nur notwendig, da viele „Artikel von Übereilung geprägt“ seien. Mit dieser versöhnlich wirkenden Formulierung wurde verschleiert, dass Ludwig die Verfassung kraft eigener Autorität erlassen wollte. Damit implizierte Ludwig, dass er die französische Krone nicht als Werk der Volkssouveränität empfangen wolle, sondern diese als monarchischen Gnadenakt erlasse. Statt des Titels „König der Franzosen“ nannte er sich „Ludwig, von Gottes Gnaden König von Frankreich und Navarra“, womit er seine Legitimation traditionell auf dem Gottesgnadentum abstützte. Seiner Auffassung nach war die Monarchie in Frankreich niemals rechtsgültig abgeschafft worden und konnte insofern vom Senat gar nicht neu vergeben werden. Ludwig legte Wert darauf, dass er jetzt im 19. Jahr seiner Regierung stehe.
Am 22. Mai 1814 berief der König eine Kommission ein, die die Senatsverfassung zur sogenannten Charte constitutionnelle umformte. Viele Artikel, besonders diejenigen, die die Errungenschaften von Revolution und Kaiserreich garantierten, wurden wörtlich von der Senatsverfassung übernommen. Die Charte constitutionnelle wurde am 4. Juni 1814 verkündet. Die Legislative bzw. gesetzgebende Gewalt sollte demnach aus einem Parlament mit zwei Kammern bestehen, dem Oberhaus (französisch Chambre des Pairs), besetzt mit Angehörigen des Hochadels, die der König zu nominieren hatte und dem Unterhaus mit Abgeordneten, die nach einem hohen Zensuswahlrecht gewählt wurden. Das politische System repräsentierte jedoch nur einen Bruchteil der Bevölkerung: Das aktive Wahlrecht hatten nur Bürger inne, die über 300 Franc direkte Steuern zahlten und das 30. Lebensjahr überschritten hatten. Von 26 Millionen Einwohnern waren somit nur 90.000 tatsächlich wahlberechtigt.

#### Sturz
Das politische Klima im nachnapoleonischen Frankreich wurde in vielerlei Hinsicht vergiftet. Während der Französischen Revolution hatte der Staat den Besitz von Adel und Klerus beschlagnahmt und verkauft. Nun verlangten der nach Frankreich zurückkehrende Adel und Klerus ihre Landgüter zurück. Die Kirche denunzierte Regierungsbeamte hinsichtlich ihrer revolutionären Vergangenheit, oft mit der Folge, dass sie ihre Posten verloren. Die 500.000 Mann starke Armee wurde halbiert. Selbst hochdekorierte und erfahrene Offiziere Napoleons wurden durch adelige Immigranten ersetzt. Vielfach wurde den Soldaten der Sold gekürzt. Zudem ließ Ludwig trotz schlecht ausgefallener Ernten die Steuern erhöhen. Er versäumte es, auf die Widerstände in Bürokratie und vor allem in der Armee zu reagieren. Vor diesem Hintergrund gelang es Napoleon, nach seiner Rückkehr von Elba rasch Anhang zu finden.
Die Nachricht von Napoleons Landung an der Côte d’Azur erreichte den König vier Tage verspätet am 5. März 1815. Ludwig XVIII. unterschätzte die Situation: Er versprach ein Kopfgeld auf Napoleon und erteilte General Michel Ney den Auftrag, Napoleon gefangen zu nehmen. Ney war ursprünglich durch Napoleon in den höchsten Offiziersrang aufgestiegen. Er war inzwischen zwar in den Dienst Ludwigs XVIII. gewechselt, doch unumstritten blieb seine Ernennung durch den König nicht. Ney behauptete gegenüber Ludwig, dass er ihm Napoleon in einem „eisernen Käfig“ nach Paris bringen werde. Tatsächlich aber wechselten nach nur wenigen Tagen Neys Regimenter die Seiten und rückten auf Paris vor. Am 16. März 1815 begab sich Ludwig XVIII. zur Abgeordnetenkammer ins Palais Bourbon, wo er eine leidenschaftliche Rede hielt, in der er als Verteidiger von Freiheit, Frieden, der Verfassung und der französischen Nation auftrat. Er behauptete sogar, lieber an der Spitze seiner Armee sterben zu wollen als aus Paris zu fliehen. In der Rede heißt es wörtlich:

„Ich habe mein Vaterland wiedergesehen; ich habe es mit den auswärtigen Mächten ausgesöhnt, die (…) treu an den Verträgen festhalten werden, die uns den Frieden wiedergebracht haben. Ich habe für das Glück meines Volkes gearbeitet; ich habe die anrührendsten Zeichen seiner Liebe erhalten und empfange sie weiterhin alle Tage; könnte ich meine Karriere im Alter von sechzig Jahren besser beenden, als für die Verteidigung zu sterben?“

Obwohl längst nicht alle Offiziere zu Napoleon überliefen, verlor Ludwig die Nerven. Am 19. März 1815 verließ der König, ohne seine Minister zu benachrichtigen und entgegen seinem Versprechen, fluchtartig Paris. Ohne dass ein einziger Schuss fiel, konnte Napoleon einen Tag später in Paris einziehen und in der Herrschaft der hundert Tage erneut die Macht übernehmen. Ludwig ging erneut ins Exil, diesmal nach Gent. Im Westen Frankreichs probten jedoch schon im Mai 1815 Royalisten bzw. Anhänger des Königs einen offenen Aufstand gegen die Soldatenrekrutierungen Napoleons. Die Kämpfe banden reguläre Truppen, die Napoleon bei seinem Feldzug gegen die Alliierten im heutigen Belgien fehlten. Am 18. Juni 1815 wurde Napoleon in der Schlacht bei Waterloo endgültig von Preußen und Briten besiegt.

### Zweite Restauration (1815–1824)

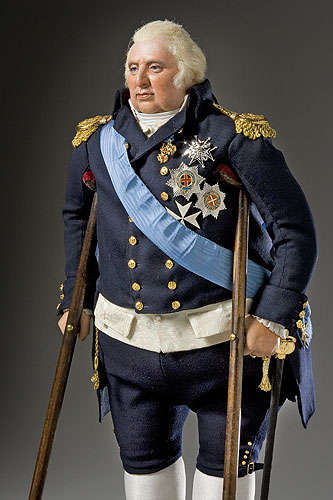
Moderne Skulptur von Ludwig XVIII. mit Krücken

#### Das Jahr 1815

##### Besetzung
Die Niederlage Napoleons bei Waterloo ermöglichte Ludwig XVIII. die erneute Rückkehr nach Frankreich. Es war neben Talleyrand ausgerechnet der ehemalige Revolutionär Joseph Fouché, dem er die erneute Thronbesteigung verdankte. Ludwigs Herrschaft war allerdings durch einen Makel belastet. Anders als im Jahr 1814, in dem die Alliierten nach dem Abschluss des Ersten Pariser Friedens ihre Truppen aus Frankreich abzogen, forderten sie 1815 eine größere Sicherheitsgarantie gegenüber Frankreich. In der Folge besetzten 1,23 Millionen Mann ausländischer Truppen das französische Königreich. Die Unterbringung und Verpflegung der ausländischen Truppen geschah auf Kosten des Königs, der die Steuern so weit erhöhen musste, dass das ganze französische Wirtschaftsleben erlahmte. Die Unbeliebtheit der ausländischen Soldaten übertrug sich in einem aufgeheizten nationalistischen Klima auf Ludwig XVIII. Dem König gelangen jedoch durchaus beachtliche Erfolge: Er verhandelte die vom preußischen Heerführer Gebhard Leberecht von Blücher auferlegten Reparationen der Stadt Paris von 100 Millionen auf 8 Mio. Franc herunter. Die Sprengung der Brücke Pont d’Iéna, die an die vernichtende preußische Niederlage in der Schlacht bei Jena und Auerstedt erinnerte, konnte Ludwig XVIII. mit der Verkündung verhindern, er werde sich auf die Brücke stellen. Um die Alliierten zu besänftigen, unterzeichnete er ein Edikt, dass alle Straßen, Plätze und Brücken der Hauptstadt wieder die Namen erhalten sollten, die sie 1790 getragen hatten. Die wohl größte Leistung der Regierung bestand aber darin, Frankreich vor der territorialen Zerstückelung zu bewahren.

##### Versöhnungspolitik

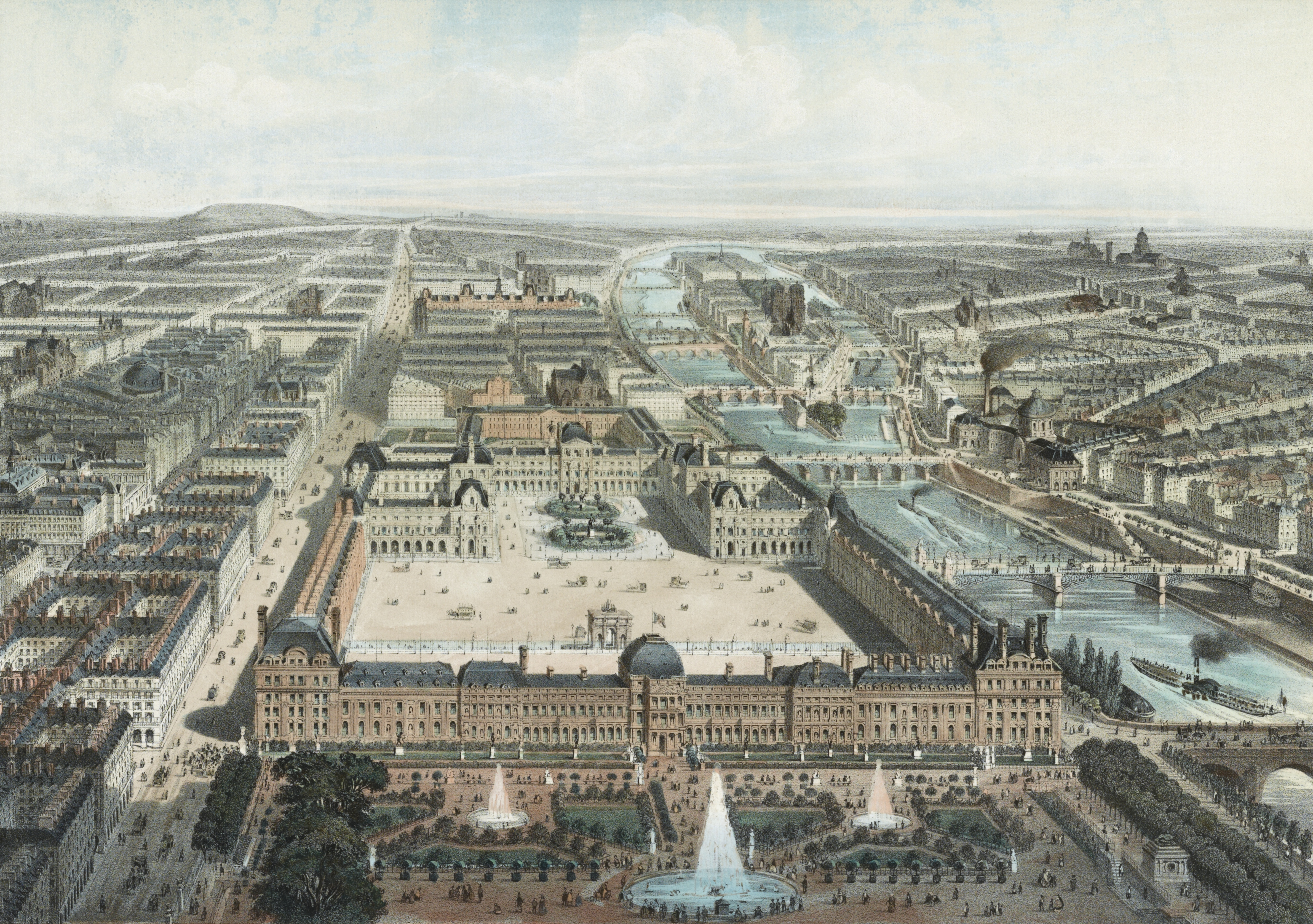
Palais des Tuileries, Regierungssitz von Ludwig XVIII.

Um die Existenz der französischen Monarchie dauerhaft zu sichern, erkannte Ludwig XVIII., dass er das revolutionäre und vorrevolutionäre Lager miteinander versöhnen musste. Aus diesem Grund hielt er einerseits an der Charte constitutionnelle fest, verzichtete auf die traditionelle Königskrönung in Reims und verlegte den Hof nicht zurück nach Versailles. Ludwig bildete sogar ein Regierungskabinett, das hauptsächlich aus Politikern des Kaiserreiches (Talleyrand als Außenminister und Fouché als Polizeiminister) bestand. Andererseits erließ Ludwig eine Proklamation, die allen drohte, die sich während der Herrschaft der Hundert Tage gegenüber ihrem König untreu verhalten hatten. Ranghohe Offiziere wie Marschall Michel Ney und der Colonel Charles Angélique François Huchet de La Bédoyère wurden standrechtlich erschossen. Aber auch diese Maßnahmen des Königs reichten nicht aus, um die gewaltbereiten Ultraroyalisten zufrieden zu stellen.
Der König behielt einen großen Einfluss auf die Entscheidungen der Regierung. Mittwoch und Sonntags hatte der Regierungsrat des Ministeriums unter Aufsicht Ludwigs XVIII. im Tuilerienpalast, dem Pariser Regierungssitz des Königs, zu tagen. Mindestens einmal in der Woche arbeitete er allein mit den einzelnen Ministern und ließ sich Depeschen vorzeigen. Auf diese Weise stellte er sicher, dass die Regierung nur mit seiner Zustimmung politisch handlungsfähig war. Dennoch war Ludwig weder in der Lage noch willens, das gesamte politische Tagesgeschäft des Ministeriums bestimmen zu können. Ihm oblagen nur die wichtigsten Entscheidungen und die Vermittlung zwischen den politischen Positionen.
Per Verordnungen vom 16. Juli und vom 11. August 1815 veranlasste er die Neuorganisation des französischen Heeres.

##### Weißer Terror

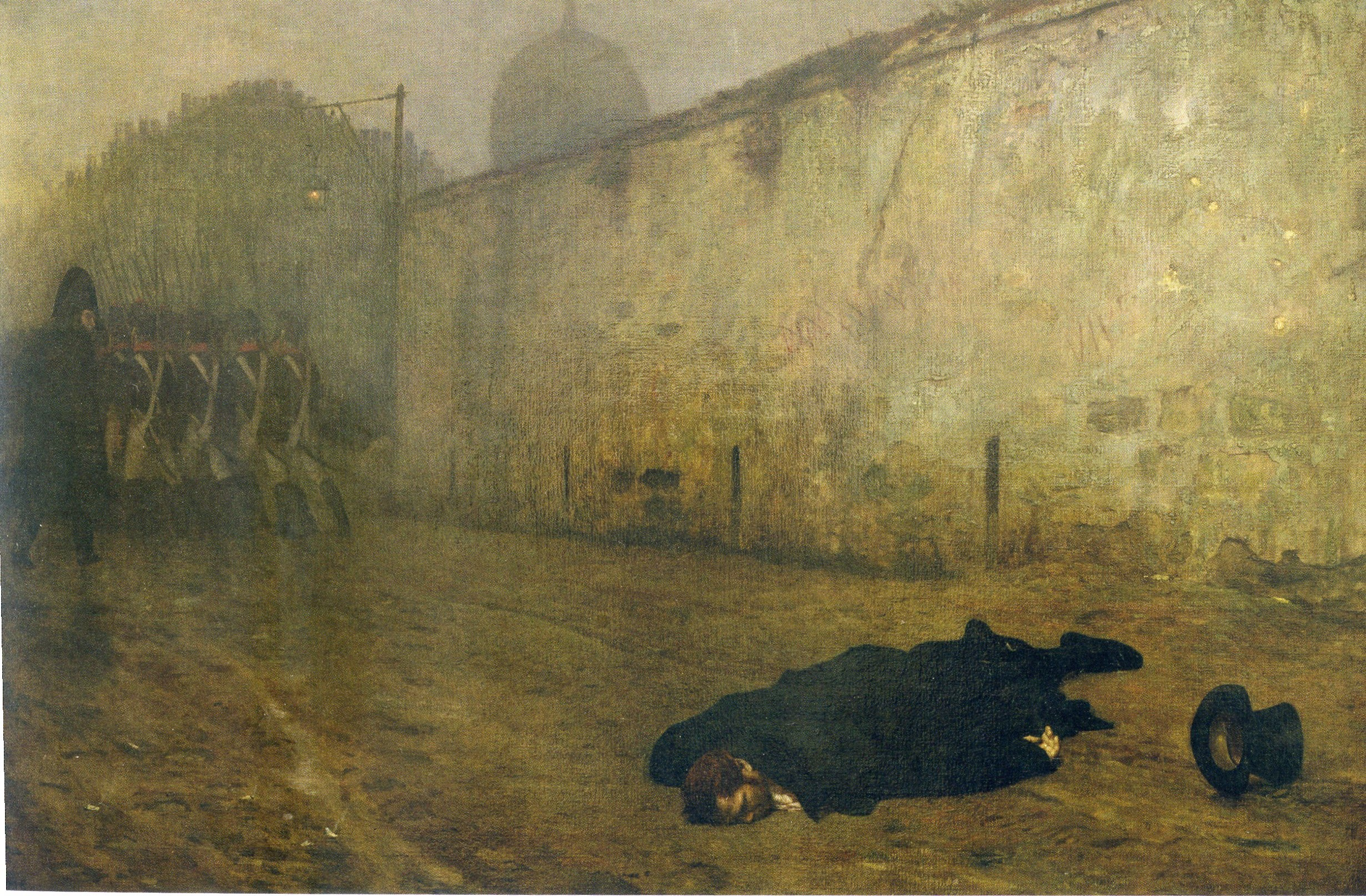
Der Tod von Marschall Michel Ney

Aus den Parlamentswahlen vom 12. bis 22. August 1815 gingen die Royalisten mit 75 % aller Abgeordneten hervor. Obwohl Ludwig XVIII. die erzkonservative Mehrheit begrüßte, war er aber über radikale Forderungen der Royalisten nicht glücklich. Die Wahl bedeutete eine neue Welle des sogenannten Weißen Terrors. Der Begriff „Weißer Terror“ leitet sich von der weißen Flagge des französischen Königreiches ab. Die Trikolore, die in der Zeit der Französischen Revolution und Zeit Napoleons offizielle Staatsflagge gewesen war, wurde unter Ludwig XVIII. abgeschafft und erst in der Julimonarchie ab 1830 wieder eingeführt. Unter dem weißen Banner und damit unter Berufung auf die Autorität des Königs setzte das royalistische Parlament im Oktober 1815 ein Gesetz durch, das eine einjährige Inhaftierung ohne Urteilsspruch legalisierte. Zwischen 1815 und 1817 wurden auf dieser Grundlage etwa 6000 Personen, angebliche Sympathisanten der Revolution und Napoleons, willkürlich gefangen gehalten. Der Weiße Terror kann in drei Aktionsfelder eingeteilt werden:
- 1. einer „Säuberung“ der Staatsinstitutionen und Militärführung,
- 2. politische Morde und
- 3. Repressalien durch royalistische Gruppen (Hausdurchsuchungen, Verhaftungen, Blutgelderpressungen).

In den Jahren zwischen 1815 und 1820 wurden zwischen 50.000 und 80.000 Amtsträger entlassen. Ein Viertel aller Zivilbediensteten waren vom Weißen Terror betroffen. Vor allem in Südfrankreich kam es zu bürgerkriegsähnlichen Zuständen: Royalistische Banden plünderten Häuser und Geschäfte und brachen in Gefängnisse ein, um Anhänger Napoleons zu lynchen. Weiterhin wurden prominente napoleonische Generale vor Gericht gestellt, zu Haftstrafen und teilweise zum Tod verurteilt. Neben Revolutionsanhängern und Bonapartisten wurden aber auch Protestanten, vor allem in Nimes, verfolgt. Der König schien dem Weißen Terror anscheinend machtlos gegenüber zu stehen; tatsächlich aber waren für Ludwig die Verhandlungen mit den Alliierten dringender als die mäßigende Einwirkung auf die Royalisten.

##### Außenpolitische Rahmenbedingung und neue Regierungsbildung

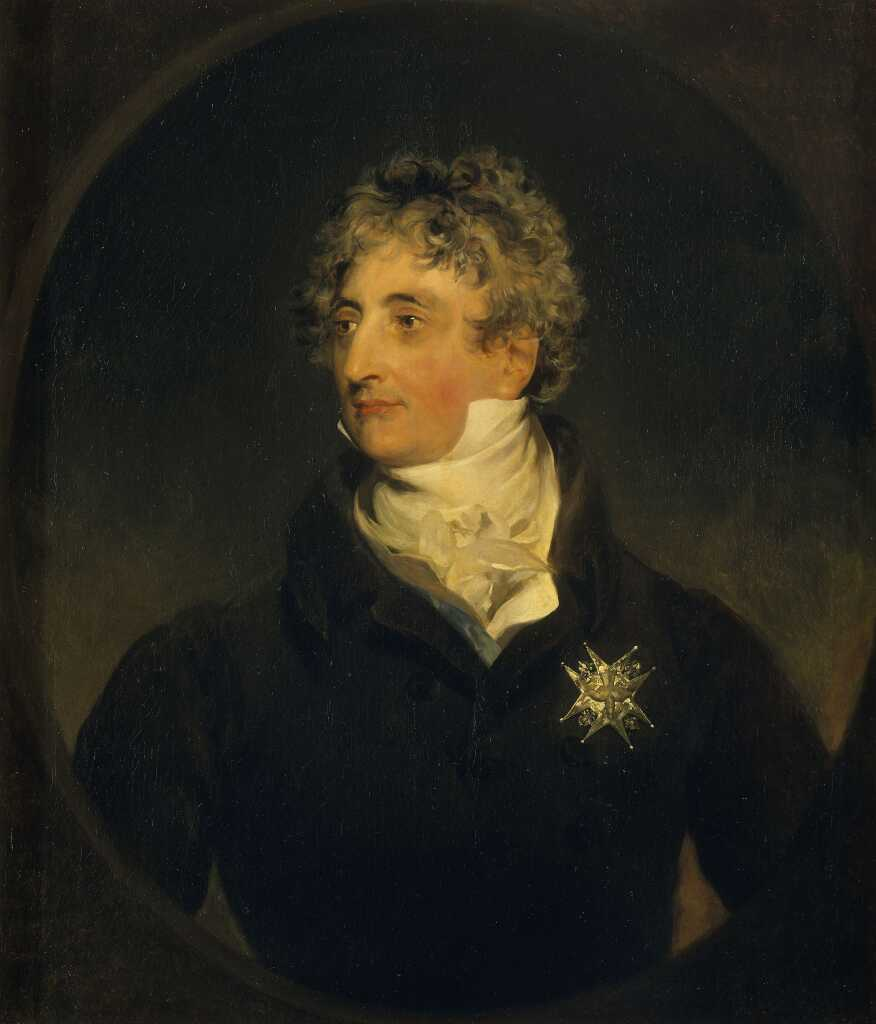
Der französische Ministerpräsident: Armand Emmanuel du Plessis, duc de Richelieu

Die außenpolitische Situation Frankreichs im Jahr 1815 war komplex: Hintergrund hierfür war, dass die Alliierten sich beim Wiener Kongress darauf verständigt hatten, lediglich Krieg zu führen, um Napoleon abzusetzen und Ludwig XVIII. als König wieder einzusetzen. De jure war Ludwig XVIII. bzw. das Königreich Frankreich somit Verbündeter der Alliierten, die sich vor Napoleons Rückkehr im Ersten Pariser Frieden auf moderate Gebietsentschädigungen geeinigt hatten, die Frankreich zu leisten hatte. Nun, nach Napoleons Rückkehr, stellten die Alliierten aber Gebietsforderungen, die über den Ersten Pariser Frieden hinausgingen. Damit brüskierten sie Ludwig XVIII., der ja rechtlich als ihr Verbündeter galt. Um milde Friedensbedingungen für Frankreich zu erreichen, brauchte Ludwig XVIII. Fürsprecher unter den Alliierten. Dabei kam nur das russische Zarenreich in Frage, da es sich ohne gemeinsame Grenze zu Frankreich zukünftig am wenigsten von dem Königreich bedroht sah. In einem Schreiben vom 23. September 1815 drohte der französische König dem russischen Zaren Alexander I., dass er abdanken werde, sollten die Alliierten Forderungen stellen, die über den Ersten Pariser Frieden hinausgehen würden. Der Zar wiederum erkannte hierin die Chance, den russischen Einfluss auf die französische Regierung auszuweiten. Der Zar war bereit sich für Frankreich einzusetzen, sollte der König Talleyrand durch einen dem Zaren genehmeren Ministerpräsidenten und Außenminister ersetzen.

Gebietsabtretungen (rot) im Zweiten Pariser Frieden vom 20. November 1815

Da Ludwig bereit war, einige Zugeständnisse an die Alliierten zu machen, reichte Talleyrand, wie von Ludwig gewollt, am 23. September 1815 seinen Rücktritt ein, dem sich seine gesamte Regierung anschloss. Ganz im Sinne des Zaren war der Weg für eine Regierungsneubildung frei. Der König bildete eine gemäßigte Regierung unter Armand Emmanuel du Plessis, duc de Richelieu. Richelieu war während der Revolution aus Frankreich geflohen und hatte in der russischen Armee gedient. Durch die überwiegend aus gemäßigten Royalisten bestehende Regierung glaubte Ludwig zugleich den Weißen Terror beenden zu können. Stattdessen richtete die Mehrheit der Royalisten ihre Hoffnungen auf den Grafen von Artois, der mit der Nationalgarde auch über konkrete Machtmittel verfügte und sich immer weiter von seinem älteren Bruder bzw. dem König entfernte. Wegen der Beleibtheit und angeschlagenen Gesundheit des Königs rechnete die französische Öffentlichkeit mit einem schnellen Ableben Ludwigs. Er musste von Bediensteten in Kutschen gehoben werden und konnte sich nicht auf einem Pferd halten. Durch die Nähe zum zukünftigen König, dem späteren Karl X., versprach sich der Zirkel von Artois große Karrierechancen. Die Royalisten schlossen sich unter der Führung von Artois sogar noch enger zusammen und entwickelten ein festes Programm, in dem sie die Rückgabe der Nationalgüter, die Abschaffung der Verfassung und des Konkordates von 1801 sowie die Wiedereinführung der vorrevolutionären Staatskirche forderten. Ludwig selbst setzte weiterhin auf politischen Ausgleich, wünschte Ruhe und ein Ende der Parteikämpfe.
Im Zweiten Pariser Frieden vom 20. November 1815 musste Ludwig XVIII. die Verkleinerung des französischen Staatsgebietes auf die Grenzen von 1790 hinnehmen. Das Saarland, Landau und Savoyen, die im Ersten Pariser Frieden noch bei Frankreich verblieben waren, mussten an Sardinien, Bayern und Preußen zurückgegeben werden. Der Zweite Pariser Frieden regelte auch, dass Frankreich 700 Mio. Franc an Kriegsentschädigungen zu zahlen hatte, im Louvre aufbewahrte Raubkunst zurückzugeben hatte und eine dreijährige Besatzung durch die Alliierten dulden musste.

#### Liberale Phase (1816–1820)

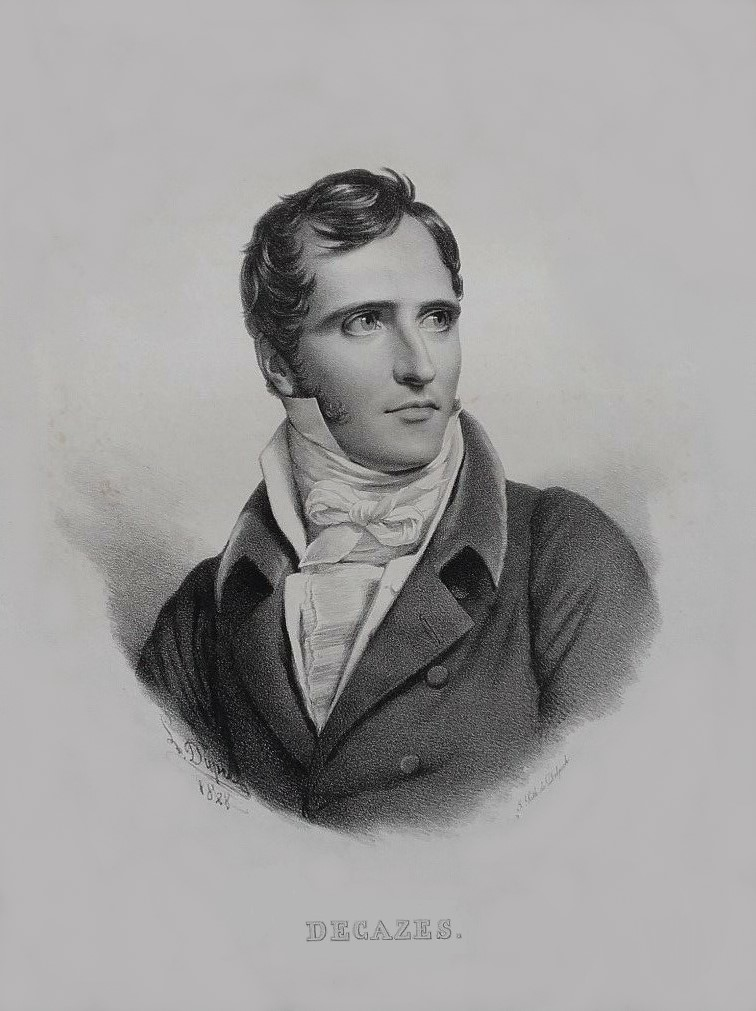
Polizeipräfekt und wichtigster Innenpolitiker Ludwigs XVIII.: Élie Decazes

Der König löste das Parlament auf, weil der Gegensatz zwischen gemäßigter Regierung und radikal royalistischem Parlament unüberbrückbar war und setzte Neuwahlen an. Auch durch gezielte Einflussnahme kam, wie von Ludwig gewollt, eine gemäßigte Mehrheit zu Stande. Aus den Gemäßigten entwickelte sich allmählich eine konstitutionelle Partei. Die Innenpolitik der liberalen Phase wurde vor allem durch den Polizeiminister Élie Decazes geprägt, zu dem der kinderlose König ein väterliches Vertrauensverhältnis pflegte. In Briefen bezeichnete der König Decazes als „mon enfant“ („mein Kind“) oder „mon fils“ („mein Sohn“). Mit der vollen Unterstützung des Königs im Rücken konnte Decazes eine Integrationspolitik betreiben, die vor allem dem Bürgertum entgegenkam. Das Bürgertum sah er zum einen als eine wichtige Stütze der Monarchie an und zum anderen konnte es mit seiner gemäßigten Haltung helfen, dem Weißen Terror ein Ende zu bereiten.

##### Wahlgesetz
In diesem Sinne unterstützte Ludwig einen Wahlgesetzentwurf, den Decazes am 28. November 1816 dem Parlament vorlegte. Das Wahlgesetz sah vor, dass die Wahlen für die Abgeordnetenkammer des Parlamentes über mehrere Tage verteilt werden, und in den Hauptstädten der Départements die Stimmen abgegeben werden sollten. Das vom Parlament am 7. Februar 1817 angenommene Wahlgesetz begünstigte die städtisch-bürgerlichen Schichten, während konservative Land- und Grundbesitzer als Hauptwähler der Ultra-Royalisten benachteiligt wurden. Für Land- und Grundbesitzer war es mit gewissem finanziellen Kosten- und Zeitaufwand verbunden, in den Städten wählen zu gehen. Dennoch trug das Wahlgesetz nicht zur langfristigen Stabilisierung des Königreiches bei. Der Grund hierfür war die festgeschriebene jährliche Neuwahl von einem Fünftel der Parlamentsabgeordneten. Stabile Konstellationen zwischen den politischen Lagern im Parlament waren somit nicht möglich. Der Großteil der Bevölkerung blieb unverändert von der Wahlmöglichkeit ausgeschlossen.

##### Reaktion auf die Krisenjahre 1816/1817

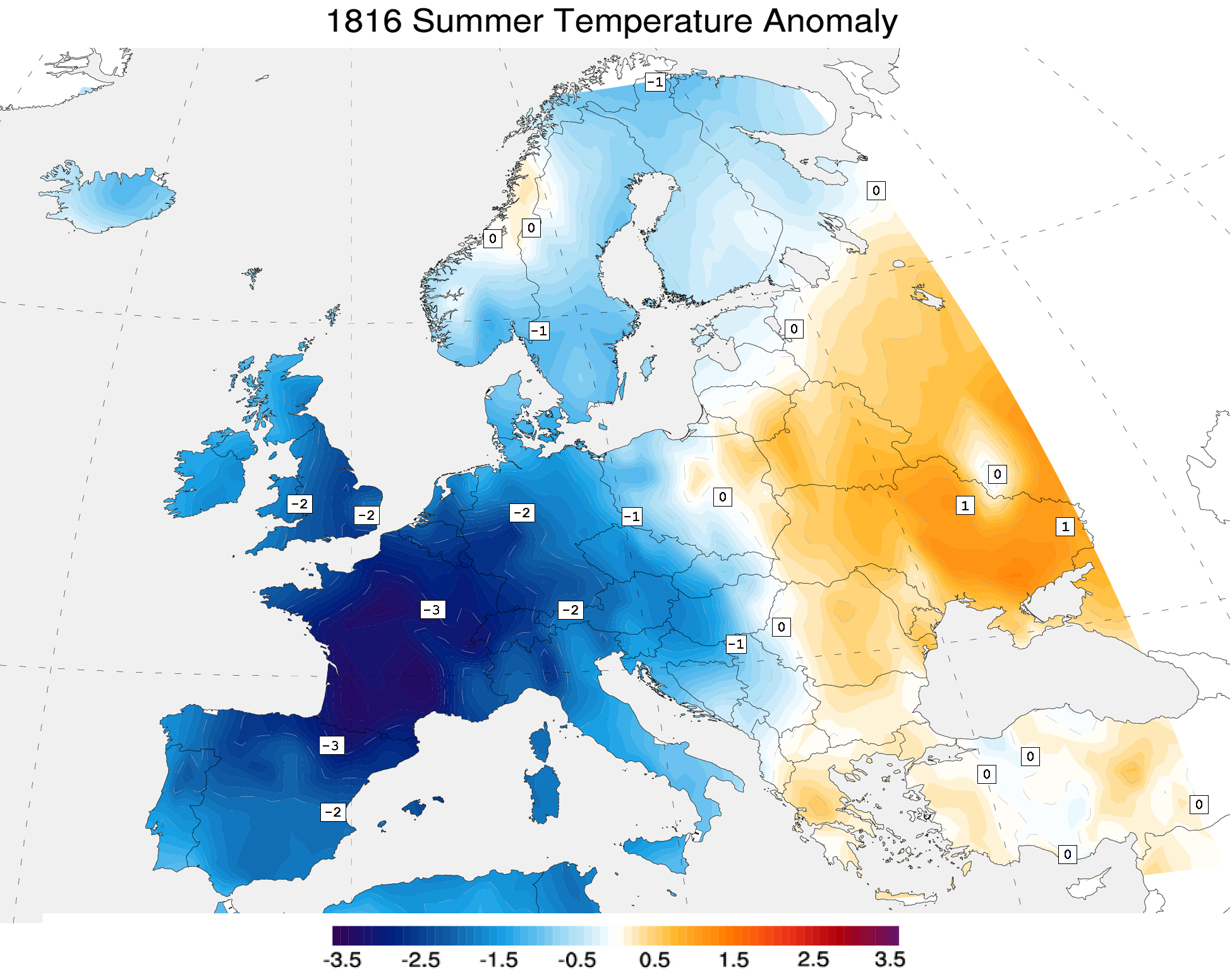
Vergleich der Temperaturen 1816 zum langjährigen Mittel 1971–2000

Wegen des Ausbruchs des Vulkans Tambora im April 1815 kam es ein Jahr später in weiten Teilen Europas zu einer klimatischen Abkühlung. Historiker sprechen hier von einem „Jahr ohne Sommer“, da die in der Atmosphäre sich verteilenden Aschenpartikel die Sonneneinstrahlung beeinträchtigten. In der Folge kam es auch im Königreich Frankreich zu Missernten. Ludwig XVIII. war sich durchaus bewusst, dass explodierende Brotpreise und eine Hungerkrise auf dem Land eine Ursache für die Französische Revolution von 1789 gewesen waren. Um eine Eskalation mit der Bevölkerung zu vermeiden, die sich schnell zu einer Revolution hätte ausweiten können, erließ Ludwig XVIII. am 1. September 1816 eine Generalamnestie für den Diebstahl von Lebensmitteln. Strafrechtlich sollten Menschen, die erst in Folge der Hungerkrise kriminell geworden waren, von den eigentlichen Kriminellen unterschieden werden. In vielen Regionen Frankreichs wurden Bäckereien geplündert und Kornspeicher aufgebrochen, ohne dass die Staatsmacht nennenswert dagegen einschritt. Tatsächlich gelang es Ludwig damit, die Bevölkerung von politischem Protest abzuhalten.

##### Militärreform
Im Jahr 1818 stimmten Ludwig XVIII. und sein Regierungsrat einer Militärreform zu, die die Beförderung in höchste Offiziersämter weniger an den Adelsrang und die Nähe zum Monarchen koppelte, sondern vielmehr an das Leistungsprinzip. Der König konnte fortan nur noch ein Drittel aller Dienstgrade vergeben. Offizier konnte nur noch werden, wer eine Militärschule erfolgreich besucht hatte und vier Jahre als Unteroffizier tätig gewesen war. Der Adel verlor damit de facto sein Privileg, die wichtigsten Positionen in der Armee besetzt zu halten. Der Adel wurde weitestgehend durch eine leistungsfähigere und erfahrenere Offiziersführung ersetzt. Das Militärgesetz setzte auch durch, dass bei zu wenig Freiwilligen 40.000 Mann per Wehrpflicht eingezogen werden konnten.

##### Aachener Kongress

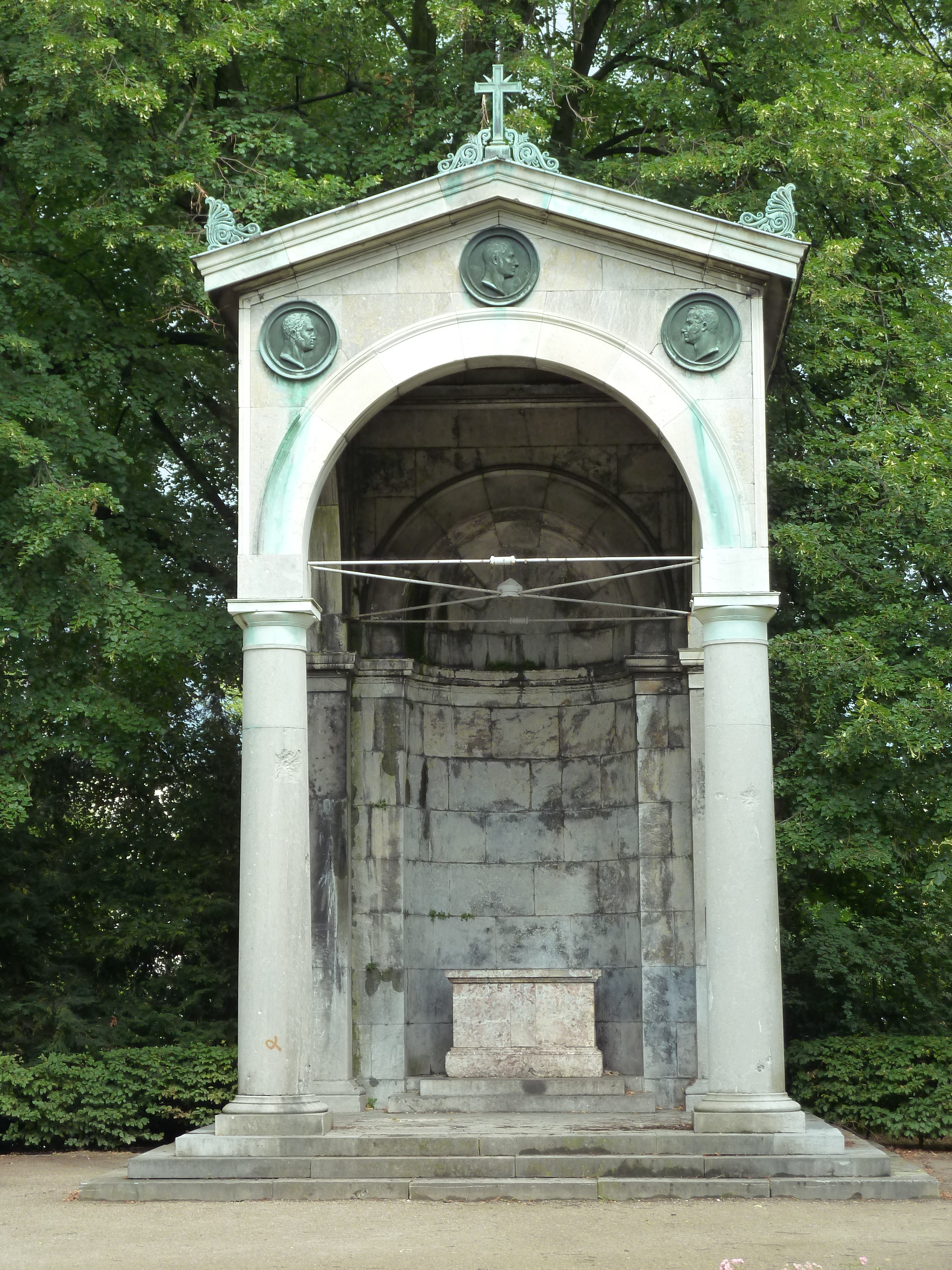
Denkmal zur Erinnerung des Aachener Kongresses

Während Élie Decazes die französische Innenpolitik unter Ludwig XVIII. bestimmte, dominierte Richelieu die Außenpolitik. Um seine Gunst beim König zu erhöhen, bot sich Richelieu eine günstige Gelegenheit. In Artikel 5 des Zweiten Pariser Friedens hatten die Alliierten vereinbart, nach drei Jahren die Möglichkeit eines Truppenabzuges aus Frankreich zu prüfen. Zu diesem Anlass luden die vier alliierten Mächte Preußen, Österreich, Russland und Großbritannien Ludwig XVIII. zu dem Kongress in Aachen ein. Da der König aus gesundheitlichen Gründen es ablehnte, eine beschwerliche Kutschfahrt zu unternehmen, schickte er Richelieu zum Kongress. Am 1. Oktober 1818 beschlossen die Alliierten einstimmig, Richelieu die rascheste Durchführung der Räumung des besetzten französischen Staatsgebietes anzukündigen. Die an die Alliierten zu zahlenden Reparationen wurden auf 265 Mio. Franc reduziert. Ende November 1818 zogen sich die letzten Truppen der Alliierten aus Frankreich zurück. Für das französische Königreich bedeutete dieser Schritt den Wiederaufstieg zur europäischen Großmacht, zugleich aber auch die Einbindung in das System der europäischen Pentarchie (griechisch für Fünfherrschaft). Frankreich trat im Aachener Kongress auch der sogenannten Heiligen Allianz bei, der bereits Preußen, Österreich und Russland angehörten. Die monarchischen Teilnehmer der Heiligen Allianz verpflichteten sich zur gegenseitigen militärischen Intervention im Falle von Revolutionen.

##### Krise der liberalen Phase
Die Wahlreform von 1817 ermöglichte bei den Wahlen vom Oktober 1818 erstmals eine bürgerlich-liberale Mehrheit im Parlament. Dennoch verweigerten die Ultra-Royalisten jede Zusammenarbeit mit den liberalen Kräften. Weder erreichte Ludwig eine Bändigung der Ultra-Royalisten noch Richelieu eine Zügelung der Liberalen. Am 26. Dezember 1818 bat Richelieu den König darum, zurücktreten zu dürfen. Ludwig XVIII. akzeptierte diese Entscheidung mit Bedauern und setzte zunächst weiterhin auf den liberalen Kurs seines Innen- und Polizeiministers Élie Decazes. Um dessen Regierung zu stabilisieren, ernannte der König sogar 60 neue Vertreter aus dem liberalen Lager für das Oberhaus des Parlamentes. Die Stellung der Liberalen war dadurch aber keineswegs gefestigt. Obwohl Ludwig seine politischen Entscheidungen selbst traf, geriet Decazes wegen seiner Nähe zum König in weiten Bevölkerungsteilen in Verruf.

#### Konservative Phase (1820–1824)

##### Berry-Attentat

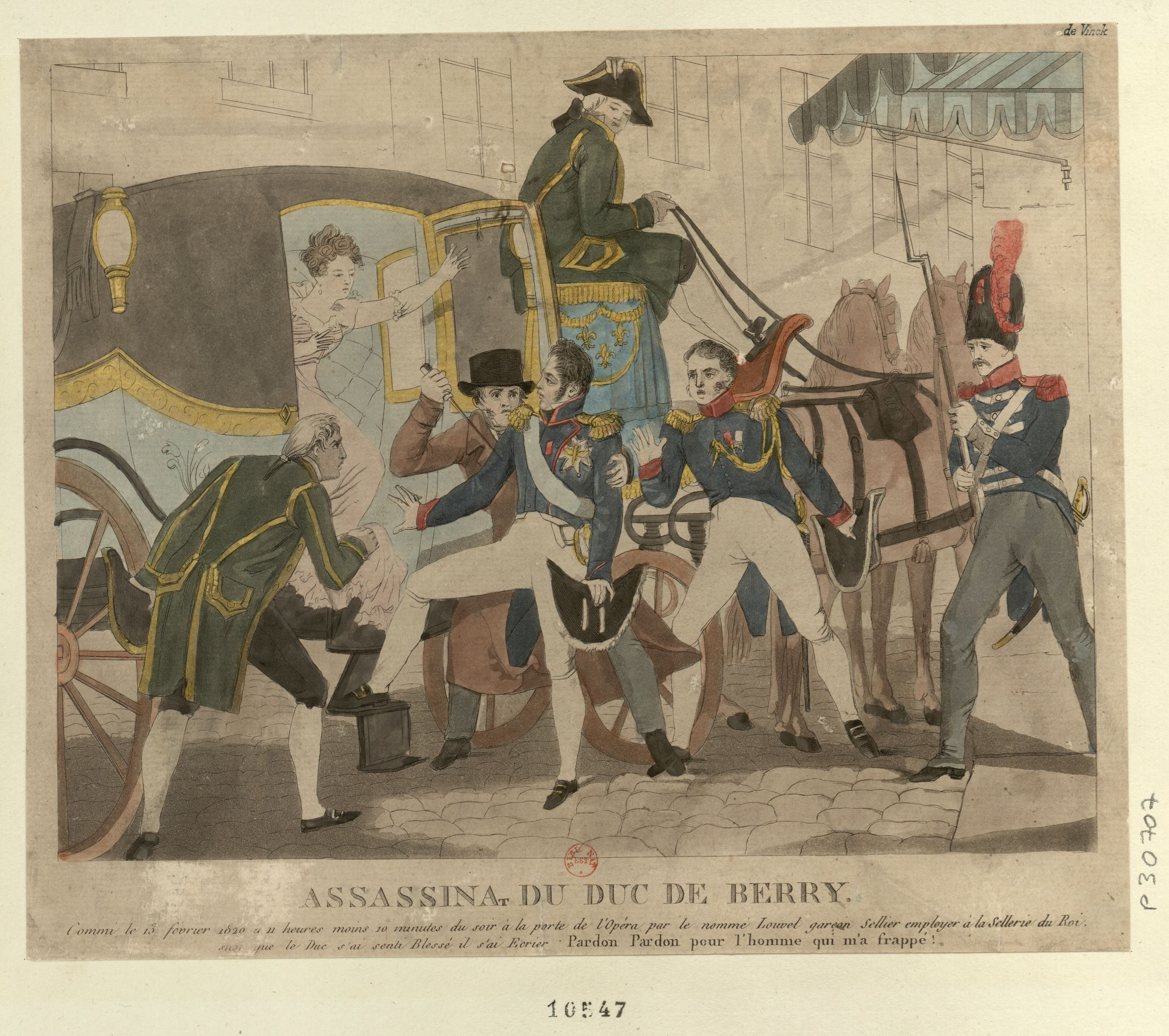
Der Mordanschlag auf den Herzog von Berry durch Pierre Louis Louvel (zeitgenössische Darstellung)

Das Ende der liberalen Phase wurde schließlich durch ein Attentat ausgelöst. Am 14. Februar 1820 stach der Sattler Pierre Louis Louvel den Herzog von Berry, den jüngeren Sohn des späteren französischen Königs Karl X. und Neffen Ludwigs, bei einem Besuch im Theater nieder. Mit der Ermordung wollte Louvel die Bourbonen-Dynastie Ludwigs XVIII. auslöschen. Obwohl er in Wahrheit als Einzeltäter gehandelt hatte, schürte die ultra-royalistische Presse Gerüchte über eine große Verschwörung, die von dem liberal führenden Minister Élie Decazes organisiert und in Auftrag gegeben worden sei. Alle Gesellschaftsschichten reagierten mit Entsetzen. Ludwig XVIII. sah ein, dass er Decazes angesichts der öffentlichen Stimmung nicht länger im Amt halten konnte. Nach langem Sträuben entließ Ludwig XVIII. am 20. Februar 1820 Decazes aus allen seinen Ämtern. Der 20. Februar 1820 ließ Ludwigs Versöhnungspolitik scheitern und führte zu einem konservativen Umschwung, der letztlich der Julirevolution von 1830 den Weg ebnete. In den folgenden Jahren kam es zu politischen Gewaltmaßnahmen, die wichtige Teile der vorangegangenen Liberalisierungspolitik beseitigten.

##### Wiedereinführung der Zensur und Änderung des Wahlrechts
Am 31. März 1820 wurde die Zensur in Frankreich erneut eingeführt. Gedruckte, gravierte oder lithographierte Zeichnungen durften nur noch mit Zustimmung des Staates veröffentlicht werden. Im Juni 1820 wurde eine Wahlrechtsänderung durchgeführt, die vor allem Grundbesitzer, also die Wählerschaft der Royalisten, begünstigte. Das neue Wahlgesetz räumte den 23 000 reichsten Bürgern Frankreichs eine doppelte Stimme ein. Auf Grundlage des Gesetzes gewannen die Royalisten im Parlament ihre Mehrheit zurück und stützten die Regierung von Jean-Baptiste de Villèle. Es kam zu weiteren Eingriffen in die Pressefreiheit und das Hochschulwesen.

##### Intervention in Spanien

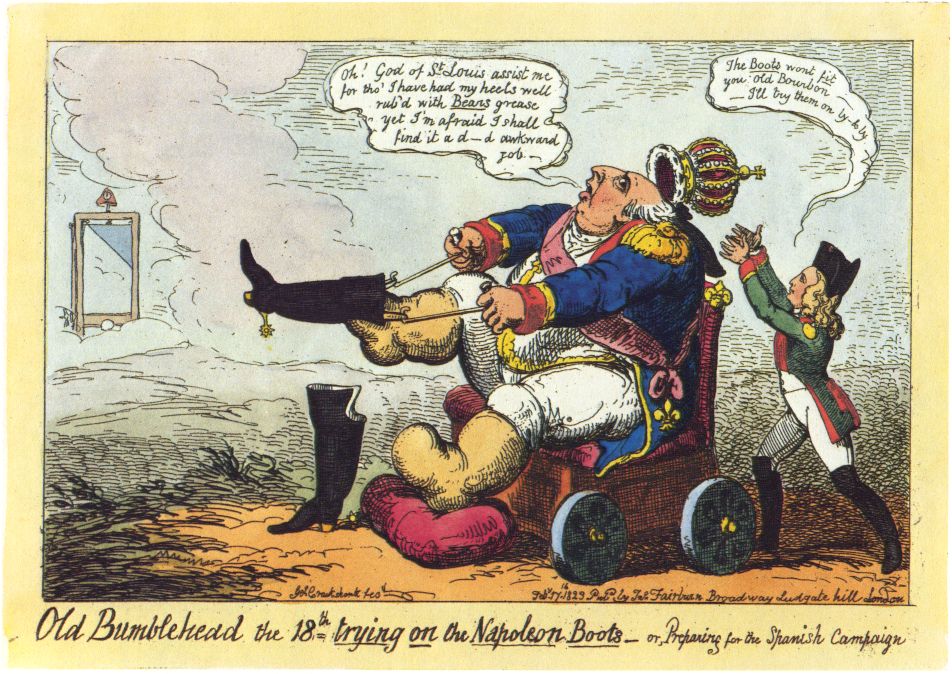
Englische Karikatur Ludwigs XVIII. auf die Intervention in Spanien (1823)

In der französischen Außenpolitik kam es 1823 zu einer militärischen Intervention in Spanien. Durch einen Putsch liberaler Offiziere war Ferdinand VII. von Spanien im Jahr 1820 zur Annahme einer Verfassung gezwungen worden. Die Heilige Allianz, der Frankreich seit dem Aachener Kongress von 1818 angehörte, fühlte sich durch dieses Ereignis zur Intervention herausgefordert, um die absolutistische Herrschaftsform in Spanien wiederherzustellen. Ludwig XVIII. ernannte den Herzog von Angouleme zum Befehlshaber der Interventionsarmee, die am 6. April 1823 den Grenzfluss Bidassao überschritt. Bereits am 24. Mai 1823 zog die französische Armee kampflos in Madrid ein. Der schnelle militärische Erfolg festigte in der durch die Niederlage bei Waterloo frustrierten Armee die Loyalität zum König.
Im Jahr 1824 konnten die Royalisten erneut die Wahlen gewinnen und setzten sofort ein neues Wahlgesetz durch.

#### Tod

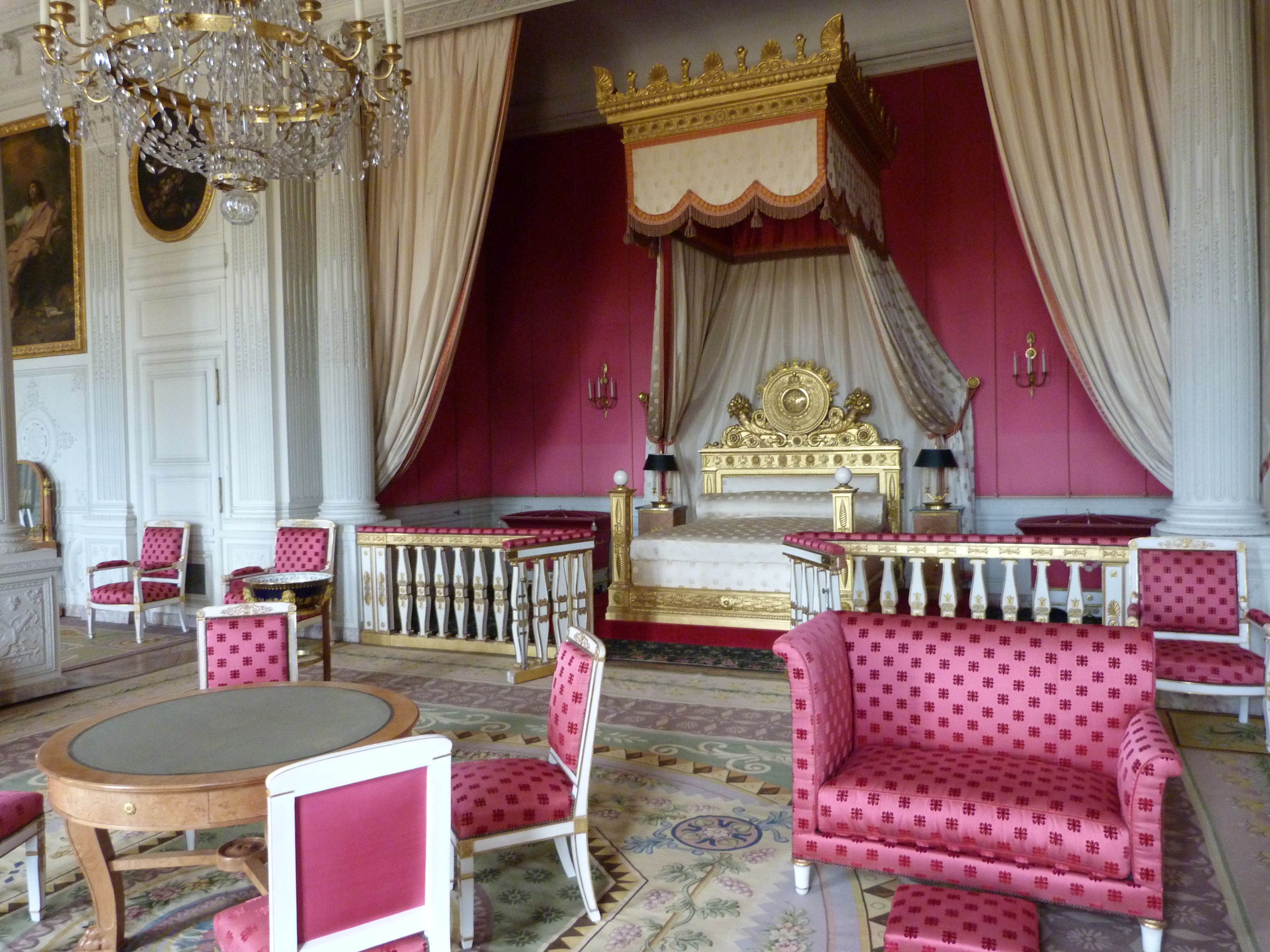
Sterbebett Ludwigs XVIII. aus dem Tuilerienpalast, heute aufgestellt im Schlafzimmer der Kaiserin Marie-Louise von Österreich im Grand Trianon in Versailles

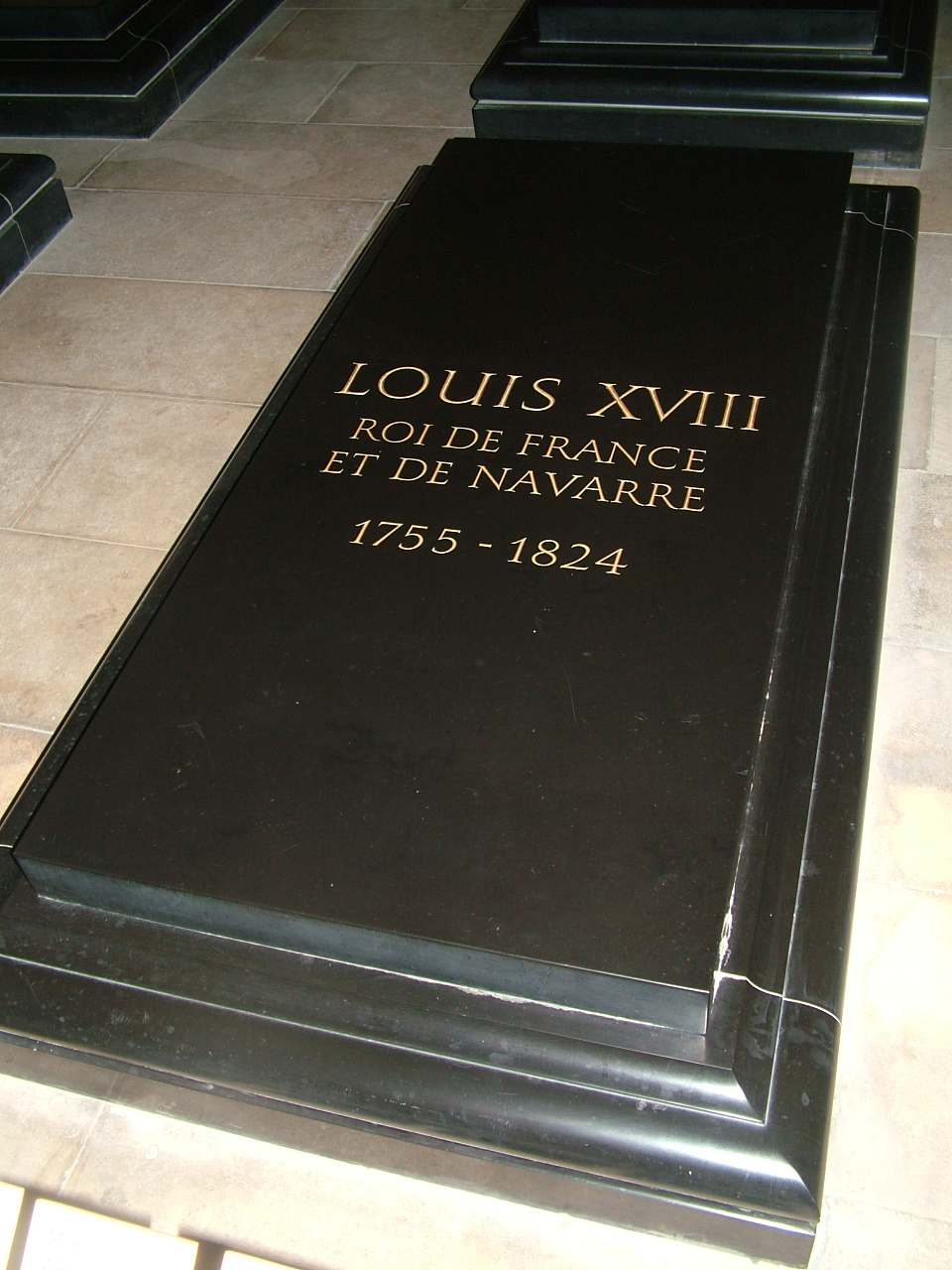
Grab von Ludwig XVIII. in Saint-Denis
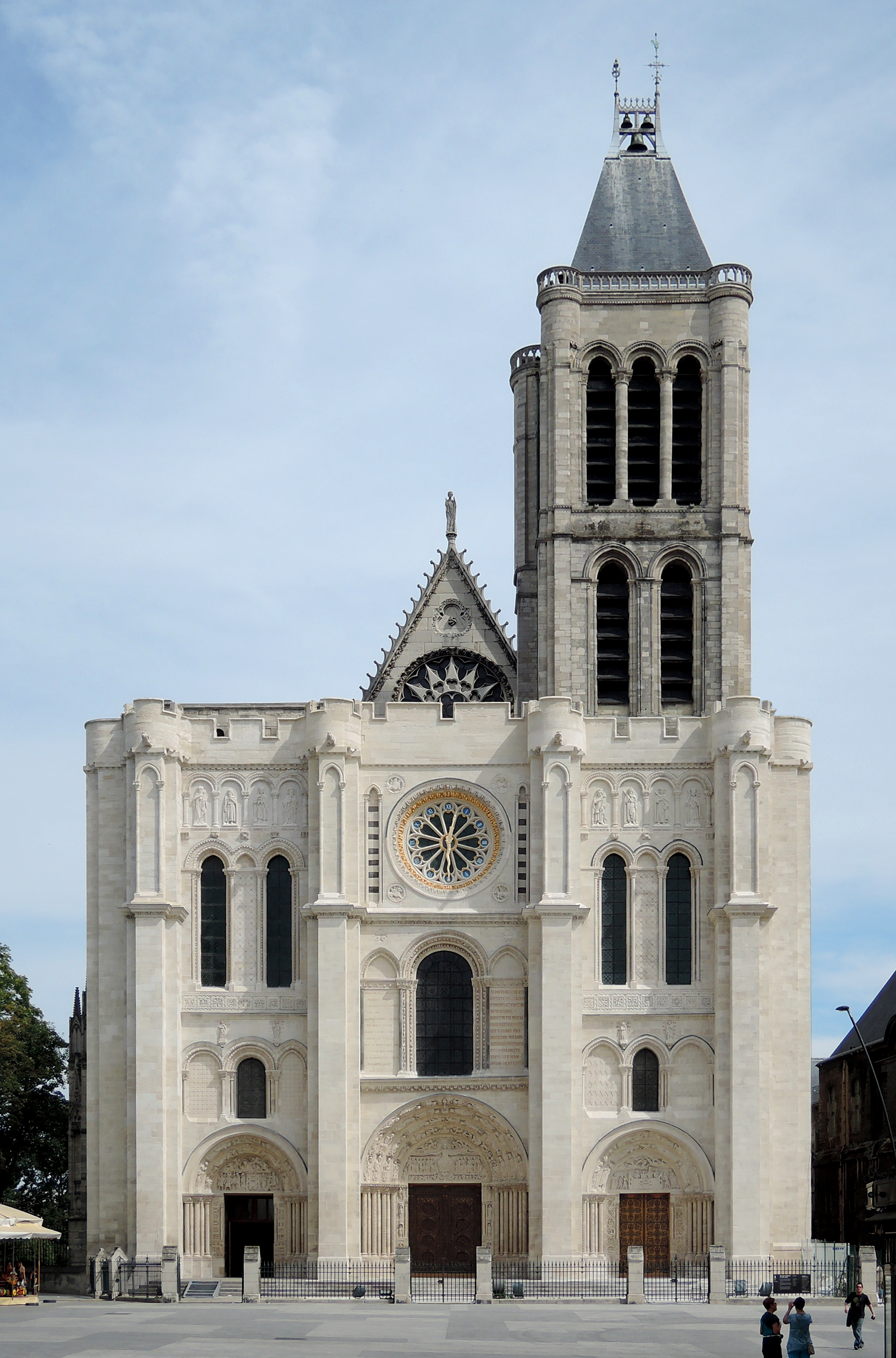
Westfassade der Grabeskirche Saint-Denis

Ludwig XVIII. litt seit seiner Jugend an Diabetes. Wegen seines übermäßig hohen Fleischverzehrs war er auch von Gicht-Schüben betroffen, die ihn zuerst von Krücken und dann auch vom Rollstuhl abhängig machten. Seine körperliche Schwerfälligkeit wurde in zahllosen Karikaturen angeprangert. Der König versuchte dennoch, Haltung zu bewahren. Mehrfach wiederholte er gegenüber seinem Umfeld das dem römischen Kaiser Vespasian zugeschriebene Zitat: „Ein Kaiser soll stehend sterben.“ Am 12. September 1824 wurden seine Schmerzen jedoch so stark, dass er gezwungen war, sich in sein Bett zu legen. In den vorangegangenen Jahren hatte sich Ludwig bereits weitgehend aus dem öffentlichen Leben zurückgezogen. Er verstarb am 16. September 1824 auf dem Bett Napoleons im Tuilerienpalast in Paris. Das Sterbebett Ludwigs XVIII. wurde für Maria Amalia von Neapel-Sizilien, die Ehefrau von Louis-Philippe I., ins Versailler Schloss Grand Trianon gebracht, wo es bis heute besichtigt werden kann. Ludwigs Leichnam wurde mit einer prunkvollen Kutsche in einer feierlichen Prozession vom Palais des Tuileries zur königlichen Grablege in der ehemaligen Abteikirche von Saint-Denis überführt. Die Kutsche ist heute im Kutschenmuseum von Versailles zu sehen. Der Trauerzug fand am 23. September 1824 statt. Ludwig XVIII. war der letzte französische Monarch, der seinen Herrschertitel bis zum Tode behaupten konnte. Seine Nachfolge trat sein Bruder, der Graf von Artois, als Karl X. an.

## Kunst und Kultur

### Paris

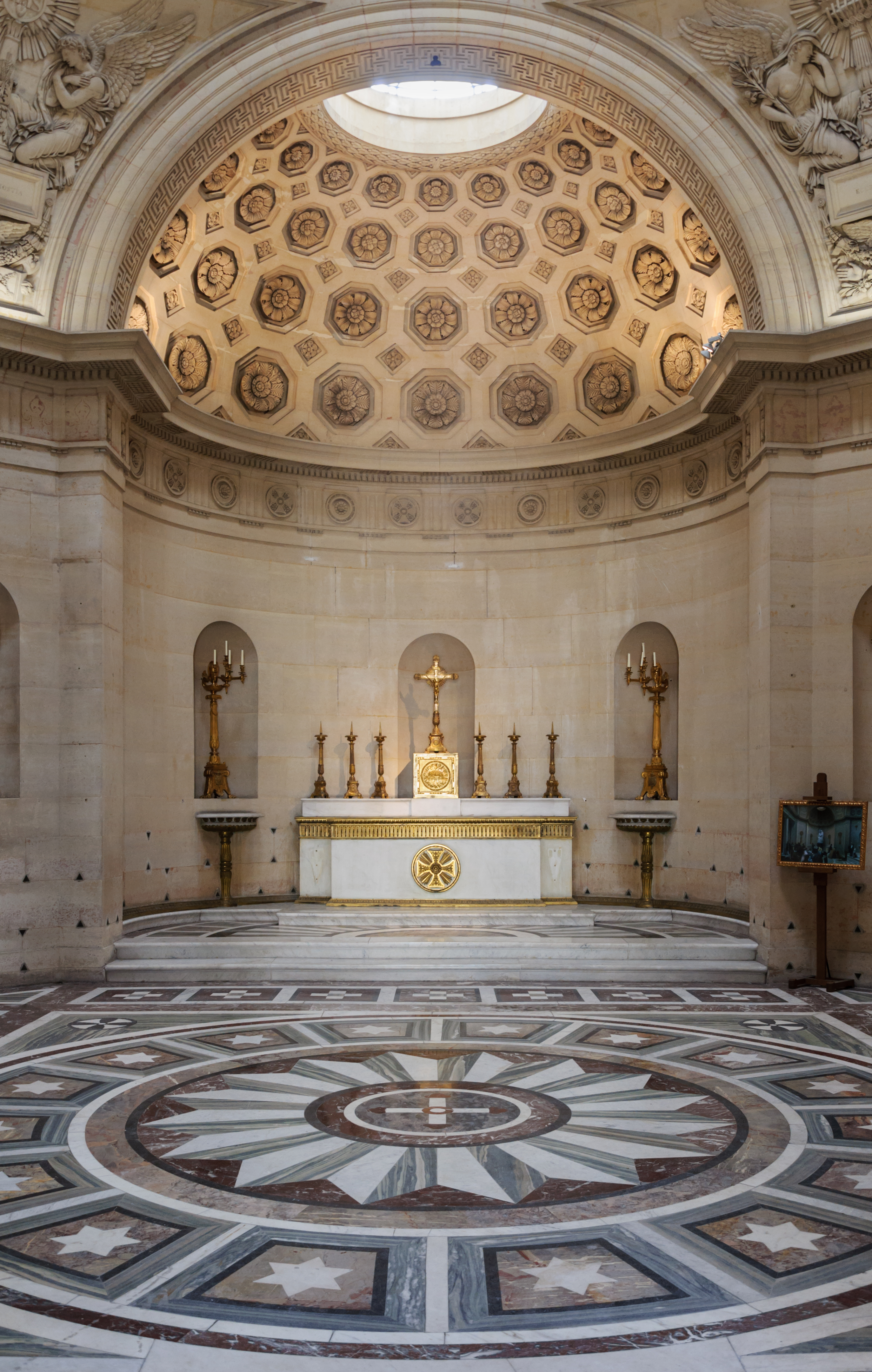
Sühnekapelle

Für die während der Französischen Revolution hingerichteten Mitglieder der Königsfamilie plante Ludwig XVIII. die sogenannte Sühnekapelle. Kurz nach seiner Rückkehr nach Frankreich im Jahr 1814 befahl Ludwig XVIII. die Suche nach den Gebeinen Ludwigs XVI. und Marie-Antoinettes auf dem Pariser Friedhof Madeleine. An dieser Stelle wurden zum einen die auf dem Place de la Concorde unter der Guillotine hingerichteten Personen und zum anderen die beim Sturm auf die Tuilerien ermordete Leibgarde Ludwigs XVI. in Massengräber verscharrt. Nachdem die königlichen Leichname in die Abteikirche von Saint-Denis umgebettet wurden, begannen am 21. Januar 1815, dem 22. Jahrestag der Hinrichtung von Ludwig XVI., die Bauarbeiten der Sühnekirche auf dem Gelände des Friedhofes. Der Altar soll sich angeblich direkt über dem ehemaligen Grab Ludwigs XVI. befinden. Zu Lebzeiten hat Ludwig XVIII. das Gotteshaus nie vollendet gesehen. Das im Stil eines griechischen Tempels errichtete Bauwerk wurde erst 1842 unter dem Bürgerkönig Louis-Philippe I. eingeweiht.
Eine weitere bauliche Maßnahme, die den Sieg der Bourbonen über die Französische Revolution verherrlichen sollte, war das Reiterstandbild Heinrichs IV. auf dem Pont Neuf. Das Reiterstandbild war während der Revolution zerstört worden und anlässlich von Ludwigs XVIII. Einzug in Paris am 3. Mai 1814 in Gipsform wiederhergestellt worden. Ludwig befahl, dass das Denkmal seines Vorfahren, der die Bourbonen-Dynastie begründet hatte, als Bronzefigur gegossen werde. Als Rohmaterial mussten zwei Standbilder Napoleons herhalten. Am 25. August 1818 wurde das Reiterstandbild in Anwesenheit Ludwigs XVIII. enthüllt.

## Vorfahren
|  |                                                                 |  |  |  |  |  |  |  |  |  |  |  |  |
|  | Louis de Bourbon, duc de Bourgogne (1682–1712)                  |  |  |  |  |  |  |  |  |  |  |  |  |
|  |                                                                 |  |  |  |  |  |  |  |  |  |  |  |  |
|  |                                                                 |  |  |  |  |  |  |  |  |  |  |  |  |
|  | Ludwig XV. Kg. von Frankreich (1710–1774)                       |  |  |  |  |  |  |  |  |  |  |  |  |
|  |                                                                 |  |  |  |  |  |  |  |  |  |  |  |  |
|  |                                                                 |  |  |  |  |  |  |  |  |  |  |  |  |
|  | Maria Adelaide von Savoyen (1685–1712)                          |  |  |  |  |  |  |  |  |  |  |  |  |
|  |                                                                 |  |  |  |  |  |  |  |  |  |  |  |  |
|  |                                                                 |  |  |  |  |  |  |  |  |  |  |  |  |
|  | Louis Ferdinand de Bourbon (1729–1765)                          |  |  |  |  |  |  |  |  |  |  |  |  |
|  |                                                                 |  |  |  |  |  |  |  |  |  |  |  |  |
|  |                                                                 |  |  |  |  |  |  |  |  |  |  |  |  |
|  | Stanislaus I. Leszczyński (1677–1766)                           |  |  |  |  |  |  |  |  |  |  |  |  |
|  |                                                                 |  |  |  |  |  |  |  |  |  |  |  |  |
|  |                                                                 |  |  |  |  |  |  |  |  |  |  |  |  |
|  | Maria Leszczyńska (1703–1768)                                   |  |  |  |  |  |  |  |  |  |  |  |  |
|  |                                                                 |  |  |  |  |  |  |  |  |  |  |  |  |
|  |                                                                 |  |  |  |  |  |  |  |  |  |  |  |  |
|  | Katharina Opalińska (1680–1747)                                 |  |  |  |  |  |  |  |  |  |  |  |  |
|  |                                                                 |  |  |  |  |  |  |  |  |  |  |  |  |
|  |                                                                 |  |  |  |  |  |  |  |  |  |  |  |  |
|  | Ludwig XVIII. König von Frankreich                              |  |  |  |  |  |  |  |  |  |  |  |  |
|  |                                                                 |  |  |  |  |  |  |  |  |  |  |  |  |
|  |                                                                 |  |  |  |  |  |  |  |  |  |  |  |  |
|  | August II. König von Polen und Kurfürst von Sachsen (1670–1733) |  |  |  |  |  |  |  |  |  |  |  |  |
|  |                                                                 |  |  |  |  |  |  |  |  |  |  |  |  |
|  |                                                                 |  |  |  |  |  |  |  |  |  |  |  |  |
|  | August III. Kg. von Polen und Kurfürst von Sachsen (1696–1763)  |  |  |  |  |  |  |  |  |  |  |  |  |
|  |                                                                 |  |  |  |  |  |  |  |  |  |  |  |  |
|  |                                                                 |  |  |  |  |  |  |  |  |  |  |  |  |
|  | Christiane Eberhardine von Brandenburg-Bayreuth (1671–1727)     |  |  |  |  |  |  |  |  |  |  |  |  |
|  |                                                                 |  |  |  |  |  |  |  |  |  |  |  |  |
|  |                                                                 |  |  |  |  |  |  |  |  |  |  |  |  |
|  | Maria Josepha von Sachsen (1731–1767)                           |  |  |  |  |  |  |  |  |  |  |  |  |
|  |                                                                 |  |  |  |  |  |  |  |  |  |  |  |  |
|  |                                                                 |  |  |  |  |  |  |  |  |  |  |  |  |
|  | Joseph I. Römisch-Deutscher Kaiser (1678–1711)                  |  |  |  |  |  |  |  |  |  |  |  |  |
|  |                                                                 |  |  |  |  |  |  |  |  |  |  |  |  |
|  |                                                                 |  |  |  |  |  |  |  |  |  |  |  |  |
|  | Maria Josepha von Österreich (1699–1757)                        |  |  |  |  |  |  |  |  |  |  |  |  |
|  |                                                                 |  |  |  |  |  |  |  |  |  |  |  |  |
|  |                                                                 |  |  |  |  |  |  |  |  |  |  |  |  |
|  | Wilhelmine Amalie von Braunschweig-Lüneburg (1673–1742)         |  |  |  |  |  |  |  |  |  |  |  |  |
|  |                                                                 |  |  |  |  |  |  |  |  |  |  |  |  |
|  |                                                                 |  |  |  |  |  |  |  |  |  |  |  |  |